# Évreux
Cet article possède un paronyme, voir Éveux.
Évreux est une commune française, préfecture du département de l'Eure en Normandie, arrosée par l'Iton.

## Géographie

### Localisation
La commune d'Évreux se trouve dans le département de l'Eure, en région Normandie. Elle est située à 96 kilomètres de Paris.
Les communes les plus proches sont : Gravigny (2,8 km), Fauville (3,3 km), Aviron (4,0 km), Angerville-la-Campagne (4,1 km), Huest (4,3 km), Parville (4,4 km), Arnières-sur-Iton (4,6 km), Saint-Sébastien-de-Morsent (4,9 km).

### Communes limitrophes
Les communes limitrophes sont Angerville-la-Campagne, Arnières-sur-Iton, Aviron, Fauville, Gauville-la-Campagne, Gravigny, Guichainville, Huest, Parville et Saint-Sébastien-de-Morsent.
| Gauville-la-Campagne Parville | Aviron Gravigny   | Huest (par un angle)                  |
| Saint-Sébastien-de-Morsent    | Évreux            | Fauville Le Vieil-Évreux              |
| Arnières-sur-Iton             | Arnières-sur-Iton | Guichainville, Angerville-la-Campagne |

### Géologie et relief
L'agglomération, initialement construite dans la vallée de l'Iton, s'étend vers le sud-est, sur le plateau de craie sénonienne, recouvert de silex, et saupoudré de sables de Lozère,,.
En direction d'Arnières-sur-Iton, on trouve une carrière ouverte dans les sables stampiens. L'ensemble est recouvert de sables de Lozère. Il s'agit d'une poche karstique remplie de sable.

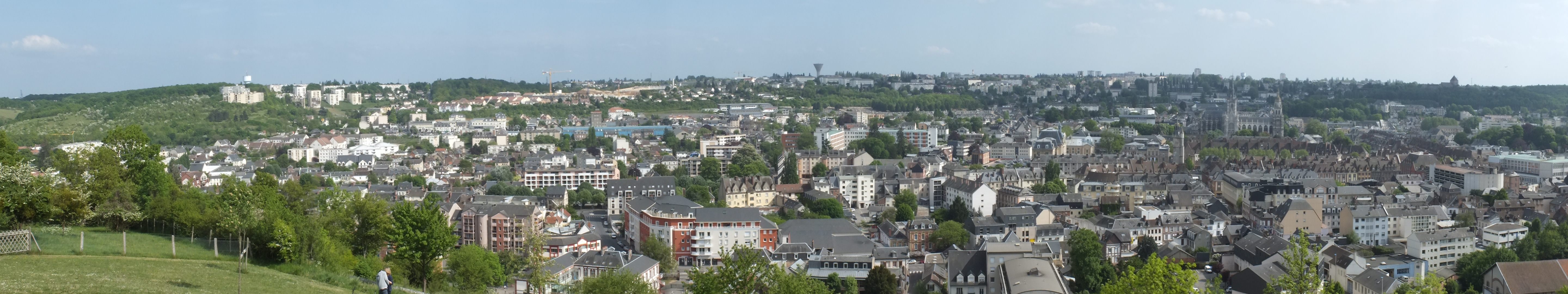
Panorama d'Évreux.

### Hydrographie
La commune est située dans le bassin Seine-Normandie. Elle est drainée par l'Iton, le canal 01 de la commune de Arnières-sur-Iton et divers autres petits cours d'eau,.
L'Iton, d'une longueur de 132 km, prend sa source dans la commune de Mahéru et se jette  dans l'Eure à Acquigny, après avoir traversé 39 communes. Les caractéristiques hydrologiques de l'Iton sont données par la station hydrologique située à Normanville. Le débit moyen mensuel est de 3,54 m3/s. Le débit moyen journalier maximum est de 16,8 m3/s, atteint lors de la crue du 27 mars 2001. Le débit instantané maximal est quant à lui de 17,5 m3/s, atteint le même jour. Un bras de l'Iton, l’Espringale, passait à l'origine dans les douves de la muraille médiévale. Il a depuis plusieurs fois été partiellement dévié et recouvert à l'occasion d'aménagements urbains et, en dernier lieu, replacé à l'air libre au niveau de la nouvelle place Sepmanville,.
Trois plans d'eau complètent le réseau hydrographique : la mare des Biches (0,15 ha), la mare Noire (0,02 ha) et l'étang des Quinconces (0,67 ha),.

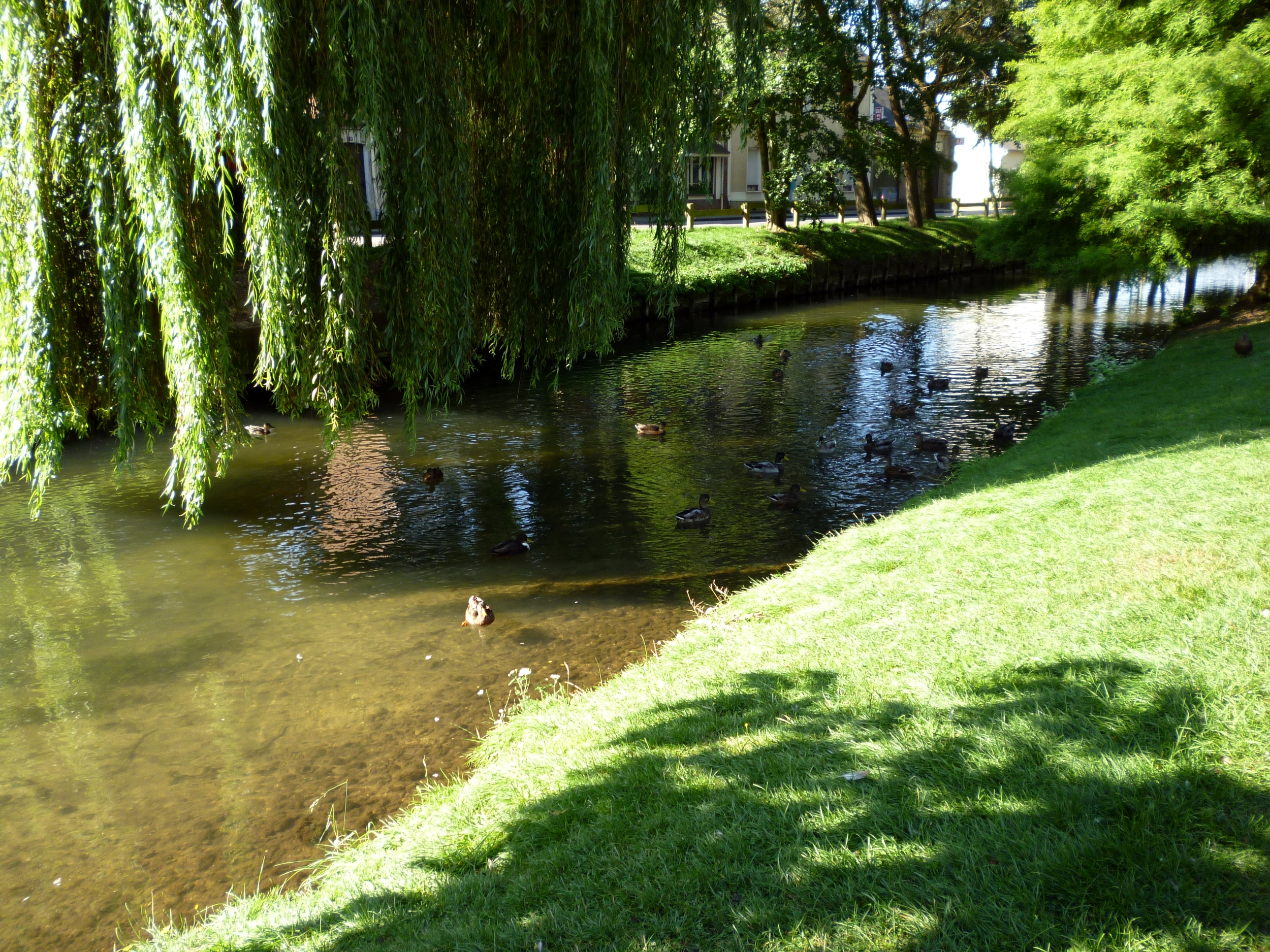
Canards barbotant dans l'Iton.
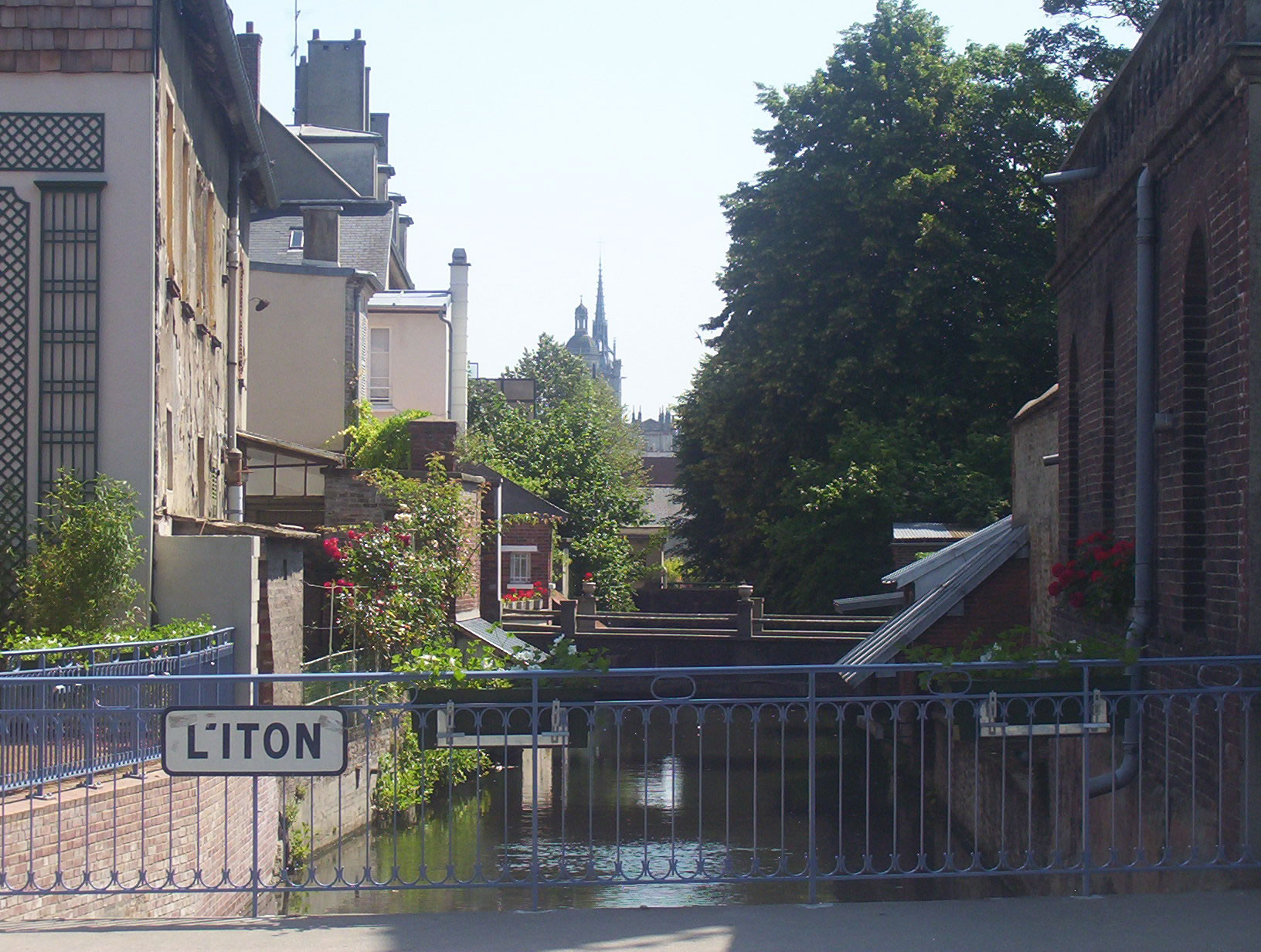
L'Iton au cœur d'Évreux, rue Saint Sauveur.
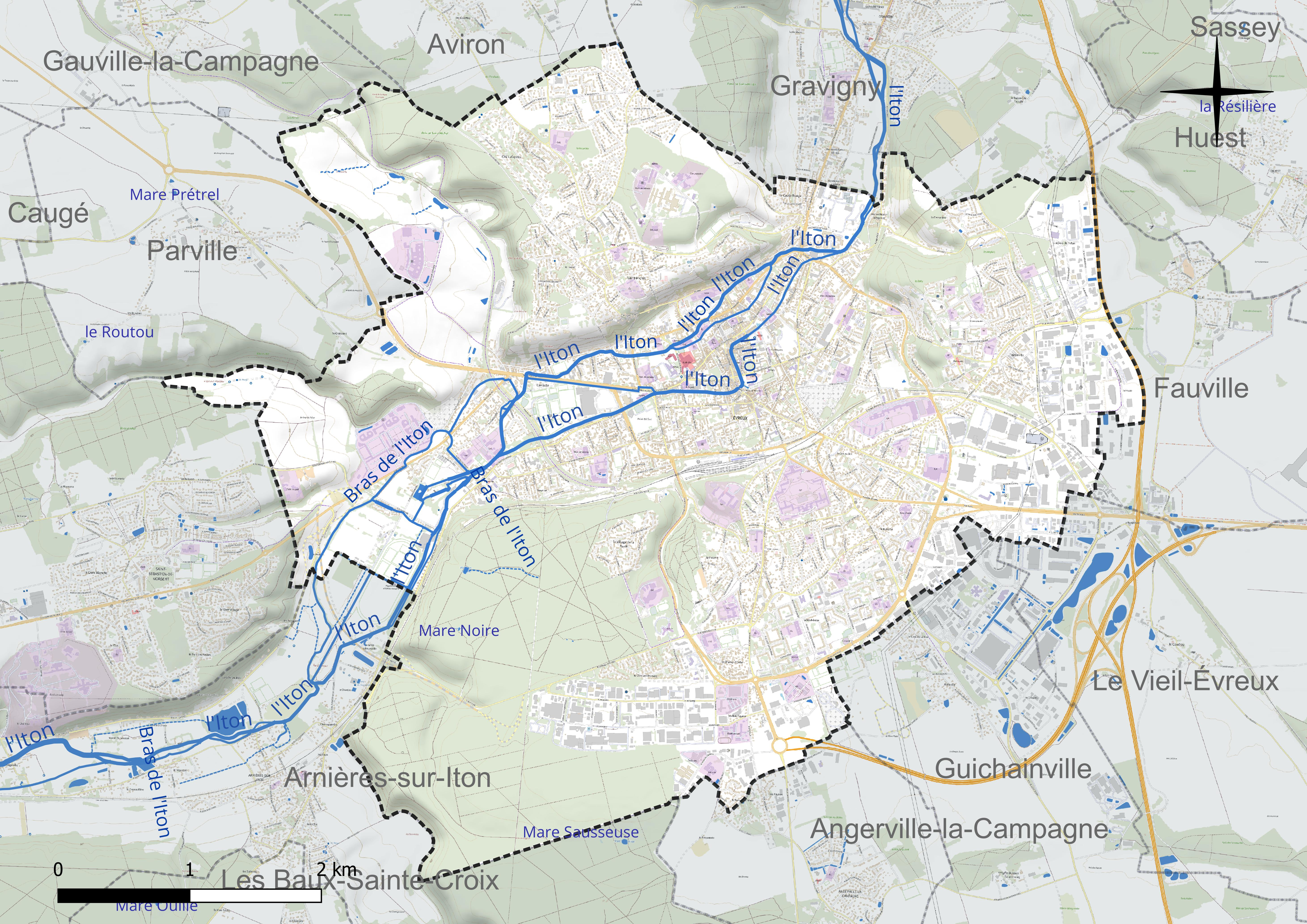
Réseau hydrographique d'Évreux.

### Climat
Pour des articles plus généraux, voir Climat de la Normandie et Climat de l'Eure.
En 2010, le climat de la commune est de type climat océanique dégradé des plaines du Centre et du Nord, selon une étude du CNRS s'appuyant sur une série de données couvrant la période 1971-2000. En 2020, Météo-France publie une typologie des climats de la France métropolitaine dans laquelle la commune est exposée à un climat océanique et est dans une zone de transition entre les régions climatiques « Sud-ouest du bassin Parisien » et « Côtes de la Manche orientale ». Parallèlement le GIEC normand, un groupe régional d’experts sur le climat, différencie quant à lui, dans une étude de 2020, trois grands types de climats pour la région Normandie, nuancés à une échelle plus fine par les facteurs géographiques locaux. La commune est, selon ce zonage, exposée à un « climat des plateaux abrités », correspondant aux plaines agricoles de l’Eure, avec une pluviométrie beaucoup plus faible que dans la plaine de Caen en raison du double effet d’abri provoqué par les collines du Bocage normand et par celles qui s’étendent sur un axe du Pays d'Auge au Perche.
Pour la période 1971-2000, la température annuelle moyenne est de 10,7 °C, avec  une amplitude thermique annuelle de 14,2 °C. Le cumul annuel moyen de précipitations est de 654 mm, avec 10,9 jours de précipitations en janvier et 8 jours en juillet. Pour la période 1991-2020, la température moyenne annuelle observée sur la station météorologique la plus proche, située à Huest à 4 km à vol d'oiseau, est de 11,2 °C et le cumul annuel moyen de précipitations est de 600,6 mm,. Pour l'avenir, les paramètres climatiques de la commune estimés pour 2050 selon différents scénarios d’émission de gaz à effet de serre sont consultables sur un site dédié publié par Météo-France en novembre 2022.

## Urbanisme

### Typologie
Au 1er janvier 2024, Évreux est catégorisée centre urbain intermédiaire, selon la nouvelle grille communale de densité à 7 niveaux définie par l'Insee en 2022.
Elle appartient à l'unité urbaine d'Évreux, une agglomération intra-départementale dont elle est ville-centre,. Par ailleurs la commune fait partie de l'aire d'attraction d'Évreux, dont elle est la commune-centre,. Cette aire, qui regroupe 108 communes, est catégorisée dans les aires de 50 000 à moins de 200 000 habitants,.

### Occupation des sols

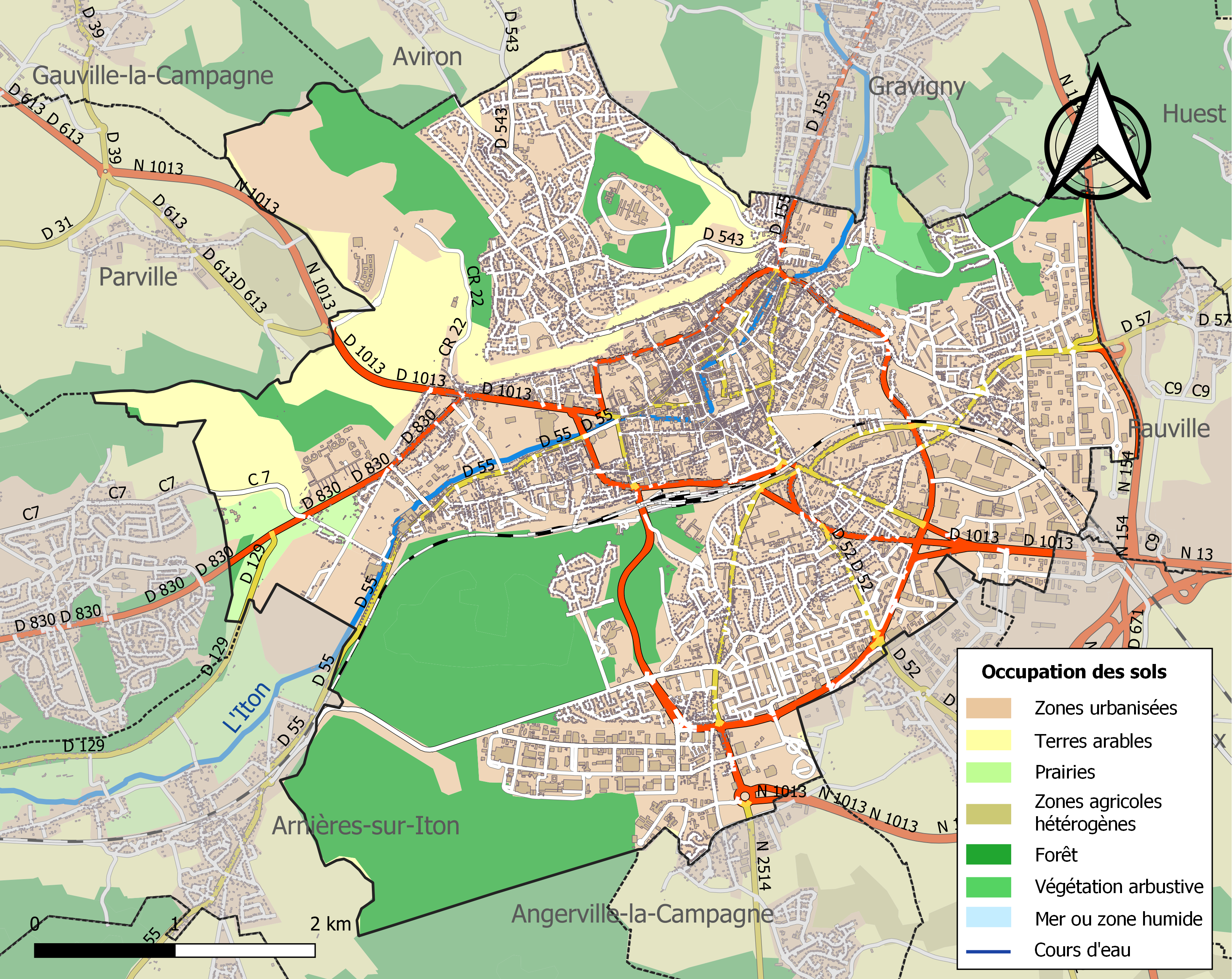
Carte des infrastructures et de l'occupation des sols de la commune en 2018 (CLC).

L'occupation des sols de la commune, telle qu'elle ressort de la base de données européenne d’occupation biophysique des sols Corine Land Cover (CLC), est marquée par l'importance des territoires artificialisés (63,8 % en 2018), en augmentation par rapport à 1990 (53,1 %). La répartition détaillée en 2018 est la suivante : zones urbanisées (44,4 %), forêts (24,2 %), zones industrielles ou commerciales et réseaux de communication (13,9 %), terres arables (8,8 %), espaces verts artificialisés, non agricoles (5,5 %), prairies (1,5 %), milieux à végétation arbustive et/ou herbacée (1,2 %), zones agricoles hétérogènes (0,5 %). L'évolution de l’occupation des sols de la commune et de ses infrastructures peut être observée sur les différentes représentations cartographiques du territoire : la carte de Cassini (XVIIIe siècle), la carte d'état-major (1820-1866) et les cartes ou photos aériennes de l'IGN pour la période actuelle (1950 à aujourd'hui).

### Morphologie urbaine
Le maire de la reconstruction fut Georges Bernard. Il fait obtenir à la ville la Légion d'honneur et la Croix de guerre 1939-1945 avec palme.
L'aspect de la ville actuelle doit son origine à la reconstruction d'après-guerre 1939-1945, dont les travaux ont été conduits par l'architecte Pierre Bailleau,, qui eut pour collaborateur Albert de Brettes.
Cette ville se compose de quatorze quartiers : La Cavée rouge, Clos au Duc, Nétreville, Saint-Léger, Centre-ville, Saint-Michel, Navarre, Cambole, La Madeleine, La Censurière, La Ronde, La Filandière et Panette.
Saint-Michel, l'un de ses quartiers situé au Nord-ouest sur un promontoire calcaire, est un quartier d'Évreux depuis 1921, auparavant commune indépendante[réf. nécessaire]. Ce quartier résidentiel et périurbain a profondément été remanié par les urbanistes de la reconstruction des Trente Glorieuses.

### Voies de communication et transports

#### Voies routières
Évreux et ses communes limitrophes sont reliées par les routes suivantes :
- Angerville-la-Campagne par la route départementale 6154 (route d'Orléans) puis la route départementale 52 ;
- Arnières-sur-Iton par la route départementale 55 ;
- Gravigny par la route départementale 155 ;
- Fauville et Huest par la route départementale 57 ;
- Gauville-la-Campagne par la route départementale 39 ;
- Guichainville par la route départementale 52 ;
- Parville par la route départementale 613 ;
- Saint-Sébastien-de-Morsent par la route départementale 830 (route de Conches et L' Aigle) ;
- Le Vieil-Évreux par la route nationale 13.

Au-delà de ces communes du Grand Évreux Agglomération, les communes plus lointaines sont accessibles par les routes suivantes :

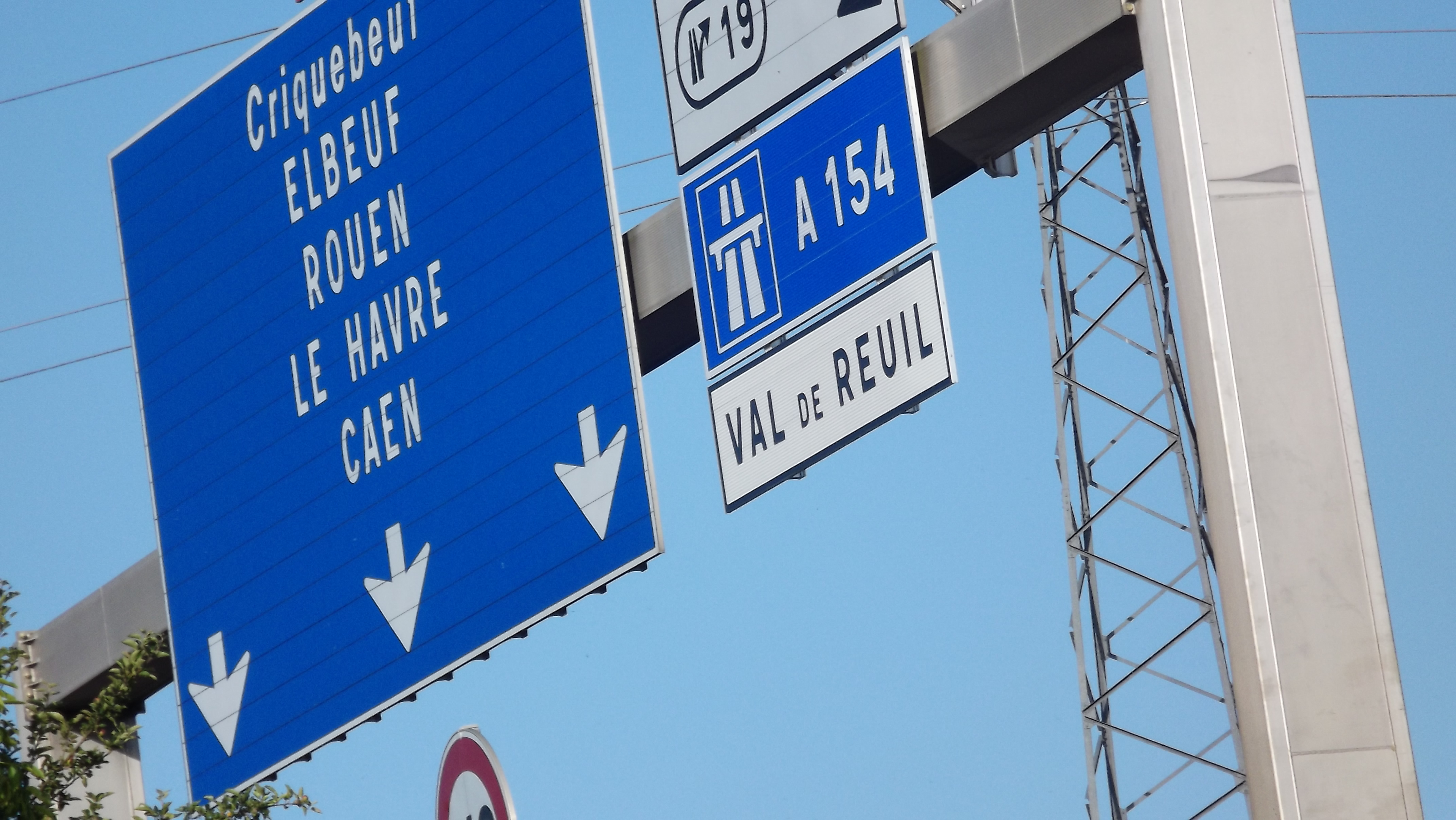

- Lisieux, Caen par la route départementale 613 ;
- Acquigny, Louviers et Val-de-Reuil par la route nationale 154 puis l'autoroute A154 ;
- Gaillon par la route départementale 316 via Normanville ;
- Mortagne-au-Perche, L'Aigle par la route départementale 830 ;
- Le Neubourg et Pont-Audemer par la route départementale 39 ;
- Nonancourt par la route nationale 154 ou la route départementale 6154 puis Dreux, Orléans, Chartres, Alençon par la route nationale 12 ;
- Pacy-sur-Eure et Vernon,Beauvais par la route nationale 13 et la route départementale 181 ;
- Paris (Porte d'Auteuil), Mantes par l'autoroute A13 via la route nationale 13 ;
- Rouen par Louviers puis autoroute A13 ;
- Saint-André-de-l'Eure par la route départementale 52.

#### Transport ferroviaire

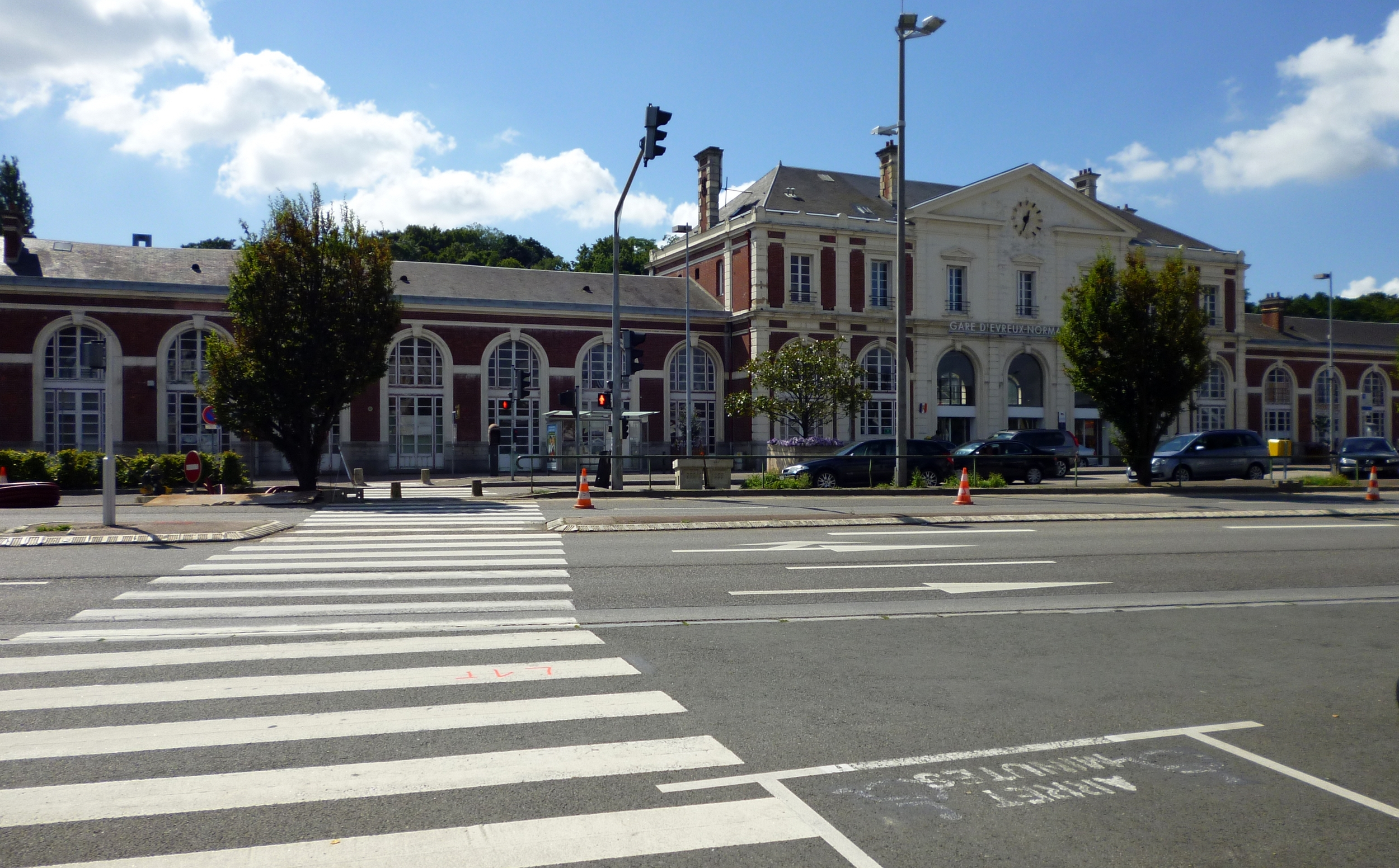
Gare d'échange multimodal.

La gare d'Évreux-Normandie fait partie du réseau de la SNCF.
Les principales lignes de desserte sont Évreux - Bueil - Paris Saint-Lazare et Caen - Bernay - Évreux - Paris Saint-Lazare.
Il existait, au XXe siècle, une liaison ferroviaire entre Évreux et Rouen, laquelle a été abandonnée depuis. Désormais, la liaison entre Évreux et Rouen se fait en autocar.

#### Transports en commun

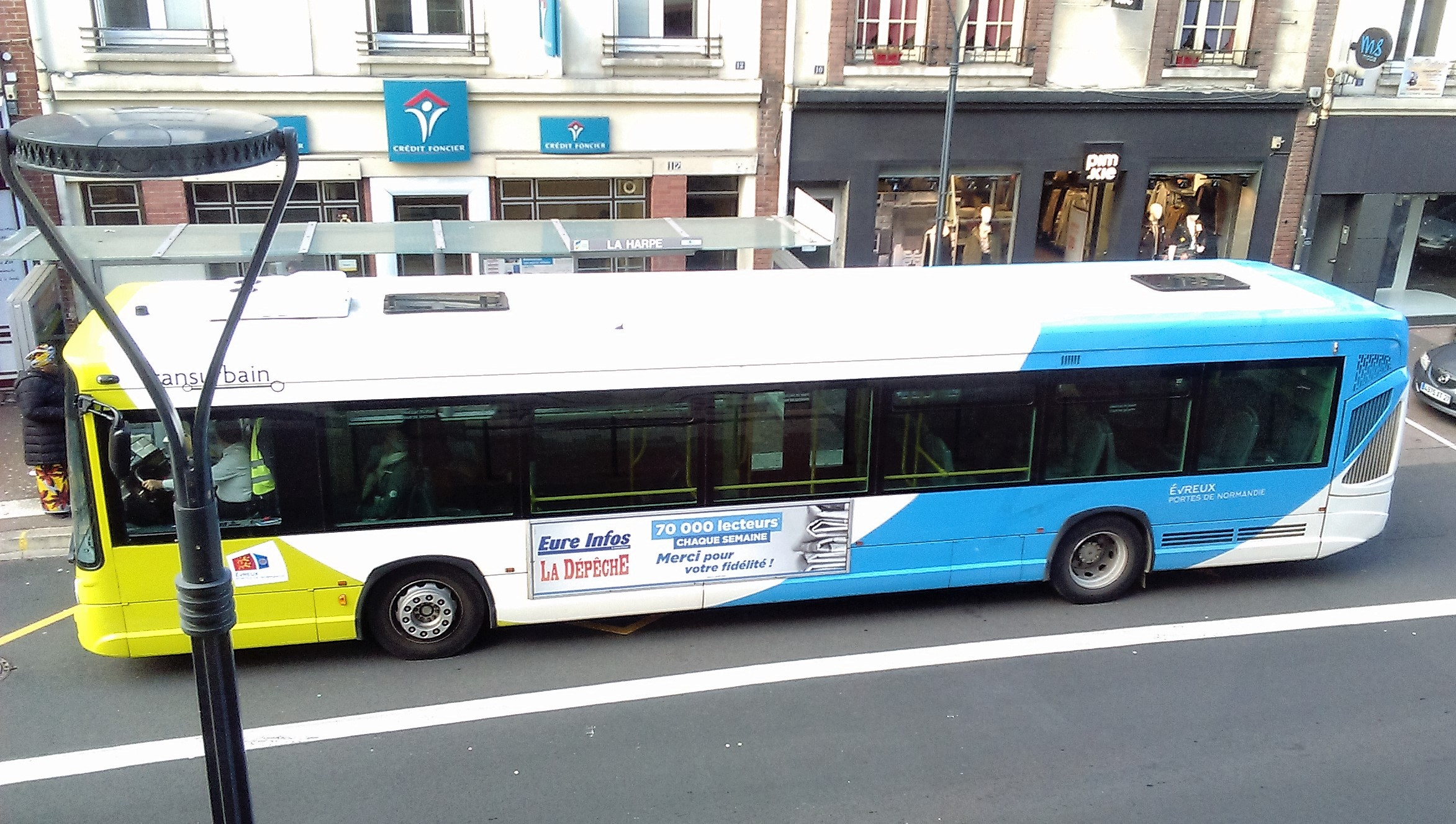
Arrêt rue de la Harpe.

Le système de transport urbain est ouvert aux habitants de la communauté d'agglomération pour leurs déplacements quotidiens urbains et interurbains. Ce réseau, géré par Trans Urbain, dessert 8 communes (Aviron, Angerville-la-Campagne, Arnières-sur-Iton, Évreux, Gravigny, Guichainville, Normanville et Saint-Sébastien) sur les soixante-deux que comporte l'agglomération.
Le réseau est constitué depuis septembre 2015 de 9 lignes de bus fonctionnant en semaine, de 4 lignes de bus les dimanches et jours fériés et d'une navette « T9 » circulant en centre-ville. Le transport à la demande a fait son apparition en 2002.
En outre, la gare routière est le point de connexion du réseau interurbain de l'Eure.

#### Transport aérien
La base aérienne 105 Évreux-Fauville « Commandant Viot » de l'Armée de l'air française est située à sept kilomètres environ à l'est d'Évreux, dans la commune de Fauville. Créée en 1952, elle accueille principalement des unités affectées au transport aérien militaire.

### Habitat et logement
En 2018, le nombre total de logements dans la commune était de 26 304, alors qu'il était de 25 528 en 2013 et de 24 879 en 2008.
Parmi ces logements, 85,0 % étaient des résidences principales, 1,4 % des résidences secondaires et 13,6 % des logements vacants. Ces logements étaient pour 30,1 % d'entre eux des maisons individuelles et pour 68,1 % des appartements.
Le tableau ci-dessous présente la typologie des logements à Évreux en 2018 en comparaison avec celle de l'Eure et de la France entière. Une caractéristique marquante du parc de logements est ainsi une proportion de résidences secondaires et logements occasionnels (1,4 %) inférieure à celle du département (6,3 %) et à celle de la France entière (9,7 %). Concernant le statut d'occupation de ces logements, 32,6 % des habitants de la commune sont propriétaires de leur logement (31,0 % en 2013), contre 65,3 % pour l'Eure et 57,5 % pour la France entière.
| Typologie                                               | Évreux | Eure | France entière |
| ------------------------------------------------------- | ------ | ---- | -------------- |
| Résidences principales (en %)                           | 85,0   | 85,4 | 82,1           |
| Résidences secondaires et logements occasionnels (en %) | 1,4    | 6,3  | 9,7            |
| Logements vacants (en %)                                | 13,6   | 8,3  | 8,2            |

## Toponymie

### Attestations anciennes
Le nom celtique originel d'Évreux est attesté sous la forme Μεδιολάνιον (Médiolanion) dans la Géographie de Ptolémée vers 150 et Mediolanum au IVe siècle (Ammien Marcellin, Itinéraire d'Antonin).
Le nom actuel, dérivé du nom gaulois des Éburovices, est attesté à la fin du Xe siècle : Ebrocas (Richer de Reims) ; puis Ebroas en 1024 et en 1034 (Fauroux 87), Ebroys en 1055 - 1066 (Fauroux 208).

### Étymologie
Mediolanum est un toponyme des plus fréquents en zone celtique (Milan, Meillant, Mesland, Meylan, Molain, etc.).
Ce terme est interprété comme signifiant « au milieu de la plaine » par la plupart des linguistes et des toponymistes. Il s'agirait d'un composé des termes gaulois medio- « milieu » (semblable au latin medium et au vieil irlandais mide) et lanum « plaine » (à rapprocher du latin planum, avec chute du [p] initial indo-européen dans les langues celtiques). La situation d'Évreux au débouché de la forêt pourrait justifier une acception particulière du mot lanum évoquant un « défrichement ».
Mais des recherches souvent plus contemporaines proposent une hypothèse alternative mediolanum = « plein-centre », c'est-à-dire « centre sacré » ; cette hypothèse repose sur une analogie avec Medionemeton (nemeton = « temple ») et le germanique *media-gardaz « enclos du milieu » (cf. vieux norrois miðgarð, gotique midjun-gards « monde »). De plus, les Mediolanum se trouv(ai)ent parfois excentrés, retirés et parfois même sur des hauteurs.
Évreux représente une évolution phonétique à partir du nom de la tribu gauloise des Éburovices, qualificatif attribué à une fraction du grand peuple des Aulerques (latin Aulerci) qui occupait un important territoire situé à l'ouest - nord-ouest de la Gaule. La forme initiale devait être *Eburovicas / *Eburicas que François de Beaurepaire cite cependant sans l'astérisque caractérisant une forme hypothétique. L'abandon du toponyme celtique antique répond à un processus commun en Gaule. En effet, la plupart des chefs-lieux des cités gallo-romaines ont abandonné leur nom d'origine au Bas-Empire et adopté celui du peuple dont elles étaient la civitas (cf. Lutèce, chef-lieu des Parisis, qui est devenu Paris).

## Histoire
Dans la Gaule indépendante, Gisacum (le Vieil-Évreux) semble avoir été un sanctuaire commun à trois peuples, les Aulerques Éburovices, Aulerques Cénomans et Aulerques Diablintes. Après la conquête romaine en 52 av. J.-C., le centre administratif de la civitas des Éburovices est fixé à 5 km de là, à Mediolanum Aulercorum, sur l'emplacement actuel d'Évreux, tandis que Gisacum subsiste comme un centre religieux prospère.
Siège épiscopal à partir du IVe siècle, capitale du comté d'Évreux vers 990, elle appartient au duché de Normandie, uni au royaume d'Angleterre de 1066 à 1204. Pairie (1316 et 1427) et duché-pairie (1569-1584), la ville, au XIVe siècle, est le centre du pouvoir d'une branche capétienne ayant régné sur le royaume de Navarre : les Évreux-Navarre. Charles II de Navarre (1332-1387), dit Charles le Mauvais, mène un jeu d'intrigues complexes pendant la guerre de Cent Ans. La ville est de nouveau occupée par les Anglais de 1418 à 1441.
Après son retour sous la tutelle des rois de France, Évreux est une ville ecclésiastique paisible, un moment troublée pendant les guerres de Religion et la Révolution. Au XIXe siècle, elle connaît un développement de l'industrie textile.
Évreux était sous l'Ancien Régime un relais pour les diligences sur la route Caen-Paris.
Sous la Ve République, Évreux se voit consacrer deux timbres-poste : le 27 février 1995 pour la châsse de saint Taurin, chef-d'œuvre de l'orfèvrerie française du XIIIe siècle ; le 2 juin 2008 pour la tour de l'Horloge.

## Politique et administration

### Découpage territorial
La commune d'Évreux est membre de l'intercommunalité Évreux Portes de Normandie, un établissement public de coopération intercommunale (EPCI) à fiscalité propre créé le 13 décembre 2016 dont le siège est à Évreux. Ce dernier est par ailleurs membre d'autres groupements intercommunaux.
Sur le plan administratif, elle est rattachée à l'arrondissement d'Évreux, au département de l'Eure, en tant que circonscription administrative de l'État, et à la région Normandie.
Sur le plan électoral, elle dépend des cantons de Évreux-1, Évreux-2 et Évreux-3 pour l'élection des conseillers départementaux, depuis le redécoupage cantonal de 2014 entré en vigueur en 2015, et de la troisième circonscription de l'Aude pour les élections législatives, depuis le dernier découpage électoral de 2010.

### Élections municipales et communautaires

#### Élections de 2020
| Tête de liste | Tête de liste    | Suffrages | Pourcentage | CM | CC |
| ------------- | ---------------- | --------- | ----------- | -- | -- |
|               | Guy Lefrand      | 4170      | 50,97 %     | 33 | 32 |
|               | Timour Veyri     | 3008      | 36,76 %     | 8  | 8  |
|               | Guillaume Rouger | 1003      | 12,26 %     | 2  | 2  |

Le conseil municipal d'Évreux, commune de plus de 1 000 habitants, est élu au scrutin proportionnel de liste à deux tours (sans aucune modification possible de la liste), pour un mandat de six ans renouvelable. Compte tenu de la population communale, le nombre de sièges à pourvoir lors des élections municipales de 2020 est de 43. Les quarante-trois conseillers municipaux sont élus au second tour avec un taux de participation de 31,1 %, se répartissant en trente-trois issus de la liste conduite par Guy Lefrand, huit issus de celle de Timour Veyri et deux issus de celle de Guillaume Rouger.
Guy Lefrand, maire sortant, est réélu pour un nouveau mandat le 28 juin 2020.
Les quarante-deux sièges attribués à la commune au sein du conseil communautaire de l'intercommunalité Évreux Portes de Normandie se répartissent en : liste de Guy Lefrand (32), liste de Timour Veyri (8) et liste de Guillaume Rouger (2).

### Liste des maires

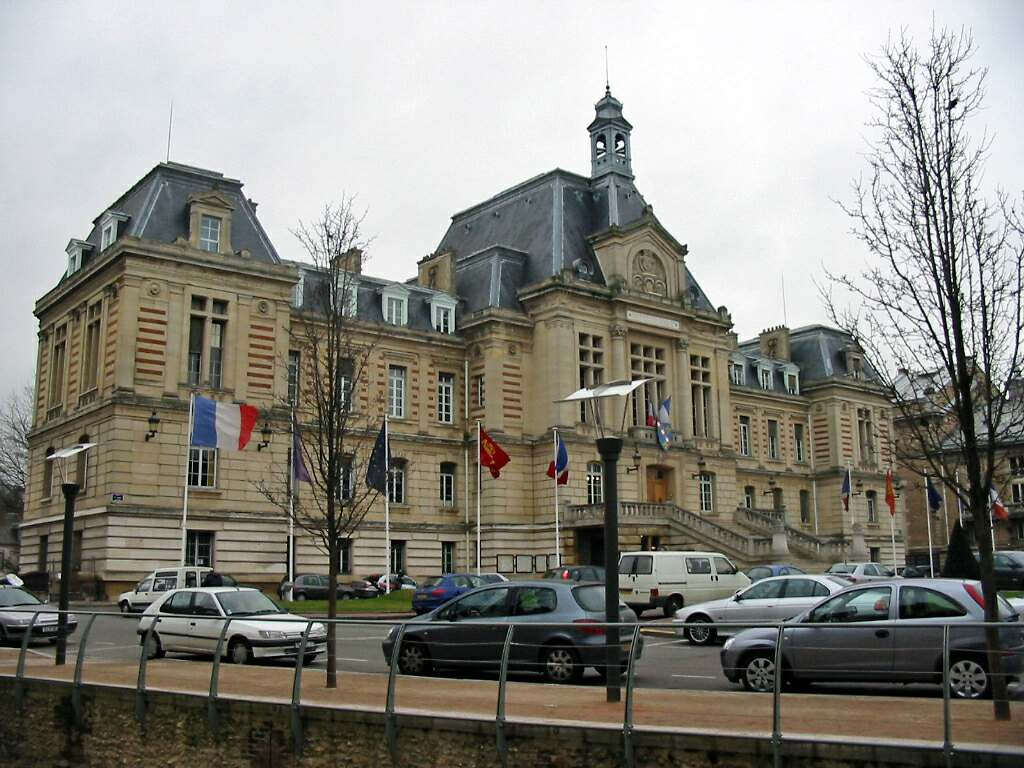
Hôtel de ville.

Le maire actuel, médecin de profession, est Guy Lefrand, membre du parti Les Républicains et ancien suppléant du député de l'Eure Bruno Le Maire.

### Autres élections

#### Récapitulatif de résultats électoraux récents
| Municipales 2014    |  | UMP  | 32,32 |  | PRG | 21,95 |  | FN   | 14,84 |  | FG   | 10,93 |             | UMP         | 51,74       |             | PRG         | 36,17       |             | FN          | 12,08       |
| Européennes 2014    |  | FN   | 23,41 |  | UMP | 22,36 |  | PS   | 13,08 |  | EELV | 10,47 | Tour unique | Tour unique | Tour unique | Tour unique | Tour unique | Tour unique | Tour unique | Tour unique | Tour unique |
| Régionales 2015     |  | UDI  | 30,76 |  | PS  | 25,10 |  | FN   | 23,69 |  | FG   | 7,11  |             | PS          | 39,05       |             | UDI         | 38,17       |             | FN          | 22,79       |
| Présidentielle 2017 |  | EM   | 24,53 |  | LFI | 24,30 |  | FN   | 19,18 |  | LR   | 17,60 |             | EM          | 69,70       |             | FN          | 30,30       | Pas de 3e   | Pas de 3e   | Pas de 3e   |
| Européennes 2019    |  | LREM | 22,77 |  | RN  | 21,93 |  | EELV | 13,40 |  | LR   | 7,59  | Tour unique | Tour unique | Tour unique | Tour unique | Tour unique | Tour unique | Tour unique | Tour unique | Tour unique |
| Municipales 2020    |  | LR   | 42,11 |  | PS  | 23,18 |  | LREM | 14,80 |  | DVG  | 8,66  |             | LR          | 50,97       |             | PS          | 36,76       |             | LREM        | 12,26       |

### Distinctions et labels
En 2017, la commune a été labellisée « 3 fleurs » par le Conseil national de villes et villages fleuris de France.

### Instances judiciaires et administratives
Le tribunal judiciaire occupe l'ancienne église des Eudistes.
Le tribunal de commerce est accessible par la rue de la Petite-Cité.
La maison d'arrêt, mise en service en 1912, est sise 92, rue Pierre-Semard.

### Politique culturelle
La ville d'Évreux a inauguré en 2016 la salle des Musiques actuelles (Smac) logée dans le bâtiment du Kubb (orthographié à l'anglaise) ainsi que le cabaret équestre en 2017 répondant à une priorité depuis les années 1980 de la municipalité d’œuvrer pour démocratisation de la culture[Quoi ?].

### Jumelages
- Rugby (Royaume-Uni) ;
- Rüsselsheim (Allemagne)[61] ;
- Djougou (Bénin)[62] ;
- Kachira (Russie)[63] ;
- Ziguinchor (Sénégal)[64]

## Équipements et services publics

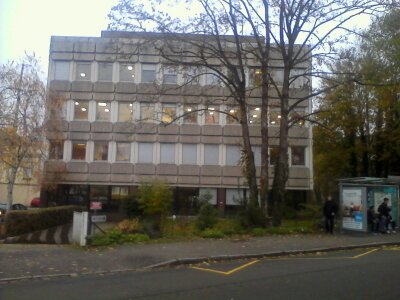
Bâtiment du Trésor public de la cité administrative.

### Enseignement
Évreux est située dans l’académie de Normandie.

#### Établissements scolaires
Collèges :
- Collège public Paul-Bert ;
- Collège public Pablo-Neruda (fermé en septembre 2017) ;
- Collège public Georges-Politzer ;
- Collège public de Navarre ;
- Collège public Jean-Jaurès ;
- Collège public Jean-Rostand ;
- Collège public Henry-Dunant ;
- Institution Notre-Dame Saint-François (privé) ;
- Collège privé l'Immaculée.

Lycées :
- Lycée public Modeste-Leroy ;
- Lycée public Aristide-Briand (le plus grand d'Évreux, en taille et en nombre d'élèves) ;
- Lycée public Léopold-Sédar-Senghor (anciennement appelé lycée du Canada) ;
- Institution Notre-Dame Saint-François (privé) ;
- Lycée privé professionnel et technique Notre-Dame;
- Lycée horticole ;
- Lycée public professionnel Augustin-Hébert.

#### Enseignement universitaire

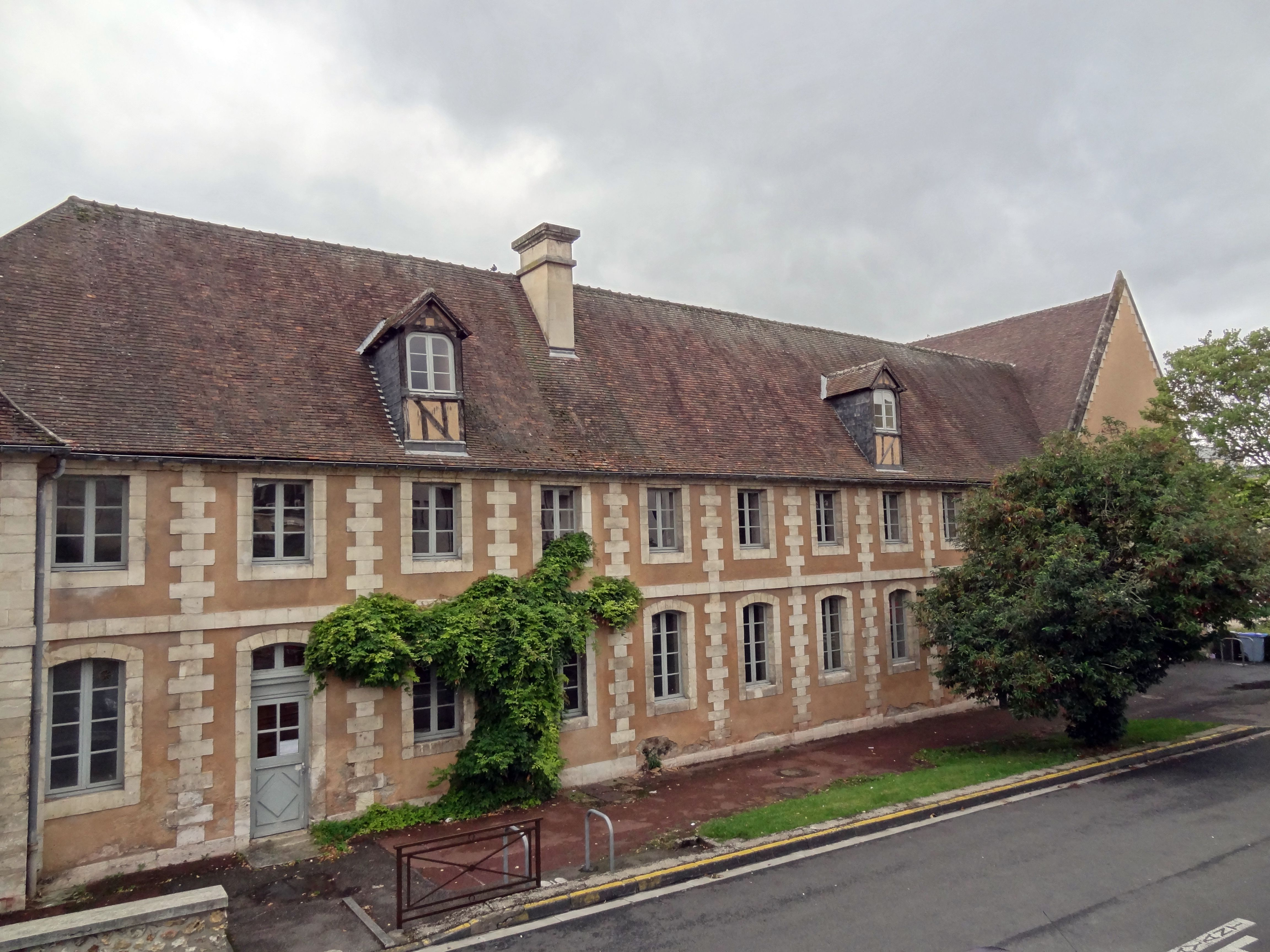
Le conservatoire à rayonnement départemental.

- Le conservatoire à rayonnement départemental.Institut universitaire de technologie d'Évreux ;
- Antenne universitaire d'Évreux (Université de Rouen) ;
- Institut universitaire de formation des maîtres ;
- Institut de formation en soins infirmiers.

#### Enseignement de musique, danse et art dramatique
La commune est dotée historiquement d'une école de musique, obéissant aux règles d'organisation et fonctionnement des conservatoires à rayonnement départemental (CRD).
C'est l'ancien couvent des Capucins qui héberge cette entité indépendante de la commune.
Il existe depuis 2015 un manège équestre dans l'ancienne caserne des "7e chasseurs" et du "6e dragons" dite communément quartier Tilly dans le quartier Saint-Léger près de l'ancienne abbaye bénédictine Saint-Sauveur.

### Santé
- Centre hospitalier intercommunal Eure-Seine
- Clinique Pasteur
- Clinique Bergouignan

## Population et société

### Démographie

#### Évolution démographique
L'évolution du nombre d'habitants est connue à travers les recensements de la population effectués dans la commune depuis 1793. Pour les communes de plus de 10 000 habitants les recensements ont lieu chaque année à la suite d'une enquête par sondage auprès d'un échantillon d'adresses représentant 8 % de leurs logements, contrairement aux autres communes qui ont un recensement réel tous les cinq ans,.

En 2022, la commune comptait 48 335 habitants, en évolution de −1,15 % par rapport à 2016 (Eure : −0,25 %, France hors Mayotte : +2,11 %).
| 1793  | 1800  | 1806  | 1821  | 1831  | 1836   | 1841   | 1846   | 1851   |
| ----- | ----- | ----- | ----- | ----- | ------ | ------ | ------ | ------ |
| 8 000 | 8 426 | 9 511 | 9 728 | 9 963 | 10 287 | 11 706 | 11 802 | 12 877 |

| 1856   | 1861   | 1866   | 1872   | 1876   | 1881   | 1886   | 1891   | 1896   |
| ------ | ------ | ------ | ------ | ------ | ------ | ------ | ------ | ------ |
| 12 227 | 12 265 | 12 320 | 13 350 | 14 627 | 15 847 | 16 755 | 16 932 | 17 766 |

| 1901   | 1906   | 1911   | 1921   | 1926   | 1931   | 1936   | 1946   | 1954   |
| ------ | ------ | ------ | ------ | ------ | ------ | ------ | ------ | ------ |
| 18 292 | 18 971 | 18 957 | 18 234 | 18 841 | 19 315 | 20 116 | 20 436 | 23 647 |

| 1962   | 1968   | 1975   | 1982   | 1990   | 1999   | 2006   | 2011   | 2016   |
| ------ | ------ | ------ | ------ | ------ | ------ | ------ | ------ | ------ |
| 36 695 | 42 550 | 47 412 | 46 045 | 49 103 | 51 198 | 51 239 | 49 359 | 48 899 |

| 2021   | 2022   | - | - | - | - | - | - | - |
| ------ | ------ | - | - | - | - | - | - | - |
| 47 289 | 48 335 | - | - | - | - | - | - | - |

#### Pyramide des âges
La population de la commune est relativement jeune.
En 2018, le taux de personnes d'un âge inférieur à 30 ans s'élève à 39,9 %, soit au-dessus de la moyenne départementale (35,2 %). À l'inverse, le taux de personnes d'âge supérieur à 60 ans est de 22,3 % la même année, alors qu'il est de 25,5 % au niveau départemental.
En 2018, la commune comptait 21 761 hommes pour 24 946 femmes, soit un taux de 53,41 % de femmes, largement supérieur au taux départemental (51,26 %).
Les pyramides des âges de la commune et du département s'établissent comme suit.
| Hommes | Classe d’âge | Femmes |
| ------ | ------------ | ------ |
| 0,6    | 90 ou +      | 1,7    |
| 5,6    | 75-89 ans    | 8,9    |
| 12,9   | 60-74 ans    | 14,3   |
| 19,1   | 45-59 ans    | 19,2   |
| 19,2   | 30-44 ans    | 18,2   |
| 21,6   | 15-29 ans    | 20,2   |
| 21,0   | 0-14 ans     | 17,5   |

| Hommes | Classe d’âge | Femmes |
| ------ | ------------ | ------ |
| 0,6    | 90 ou +      | 1,6    |
| 6,4    | 75-89 ans    | 8,8    |
| 17,3   | 60-74 ans    | 18,1   |
| 20,7   | 45-59 ans    | 20     |
| 18,8   | 30-44 ans    | 18,6   |
| 16,3   | 15-29 ans    | 14,5   |
| 20     | 0-14 ans     | 18,3   |

### Manifestations culturelles et festivités
Plusieurs événements ont lieu à Évreux chaque année, le plus souvent sur la place devant la mairie ou le long des berges de l'Iton :
- 21 juin : fête de la musique ;
- La fête de la pomme (délocalisée à Conches-en-Ouche à partir de l'année 2009) ;
- Les bouquinistes (délocalisée à Pacy-sur-Eure pour l'année 2009, puis de nouveau à Évreux depuis 2014) ;
- Juin : fête de la fraternité ;
- Chaque été a lieu le village du sport et de la culture sur le pré du Bel-Ébat[70] ;
- Les 3 et 4 octobre 2015 eurent lieu les 1res fêtes normandes avec, pour invité d'honneur, la ville de Bayeux. Cet événement a vocation à devenir un rendez-vous annuel pour le public ébroïcien.

Depuis 2017, la ville accueille le festival « Rock in Évreux » succédant au Rock dans tous ses états. De 1983 à 2016, la ville d'Évreux a accueilli ce festival de musique qui se déroulait le dernier week-end du mois de juin.
L'hippodrome de la ville est en outre construit sur le site de l'ancien château de Navarre.

### Sports

#### Clubs professionnels
- ALM Évreux Basket (Pro B) ;
- EVB Volley-ball (Ligue A Féminine).

#### Autres clubs
- ALM Évreux Judo Jujitsu ;
- Évreux Bridge Club[72] ;
- ALM Évreux Muay Thaï ;
- Évreux Football Club 27 ;
- Associations Sportives d’Évreux ;
- Jeanne-d'Arc Escrime[73] ;
- Évreux AC Rugby (Fédérale 3) ;
- Évreux AC Haltérophilie - Musculation - Force Athlétique ;
- Dojo Club d’Évreux ;
- Ichi no Senshi, club de kendo.
- Evreux BMX
- Léopard Dodgeball 27

### Médias

#### Presse écrite
Les médias locaux sont Paris Normandie ou encore les hebdomadaires Eure-Infos/la Dépêche de Normandie.

#### Radios
- France Bleu Normandie (89.5 FM)[74] : radio locale publique de la Normandie. Ses studios sont à Rouen.
- Principe Actif (102.4 FM)[75] : première radio FM ébroïcienne autorisée en 2008, elle prône « Le mix des cultures » depuis 2002. Elle intervient dans une majorité d'événements dans l'Eure, comme des concerts ou festivals de l'agglomération. En 2015, le CSA lui accorde une seconde fréquence : 95.9 FM à Verneuil-sur-Avre[76].
- Radio Cristal (102.9 FM) : radio locale commerciale de la Normandie. Elle appartient au groupe Précom qui est détenu par Ouest France. Ce groupe est aussi propriétaire de la radio Hit West qui émet dans le Grand Ouest.

Virgin Radio (Groupe lagardère) n'a pas de fréquence propre pour Evreux mais son studio local s'y situe et diffuse pour Bonnières-sur-Seine sur la fréquence (88.8 FM) ainsi qu'à Pacy-sur-Eure, Le Val d'Hazey etc. Un programme local qui a lieu de 16h à 20h sous l'appellation Virgin radio Vallée de seine.
RMC et ainsi que tout le groupe NRJ (NRJ, Nostalgie, Chérie FM, Rire et Chansons) n'ont pas de fréquence propre sur Évreux, leur réception étant assurée par leur fréquence rouennaise (NRJ 100.5, Nostalgie 105.3 et Rire et Chansons 103.3).

#### Télévision
Outre les chaînes diffusées en France métropolitaine, France 3 Normandie et La Chaîne normande sont recevables sur l'agglomération ébroïcienne grâce au site TDF du château d'eau de Nétreville situé rue Jean-Bart. Celui de Grand-Couronne est moyennement reçu. Un bureau local de France 3 se trouve au 3 bis, rue de Verdun.

### Lieux de culte
Évreux est le siège d'un évêché depuis le milieu du IVe siècle, fondé par saint Taurin, premier évêque d'Évreux. Le diocèse d'Évreux fut remodelé à la suite du Concordat de 1801, correspondant désormais au département de l'Eure. La cathédrale Notre-Dame, où se trouve la cathèdre, siège de l'évêque, est la marque visible de la capitale du diocèse.
Tandis que le palais épiscopal du XVe siècle est reconverti en musée en 1961, le centre diocésain Saint-Jean regroupe les services du diocèse, no 11bis, rue Jean-Bart, dans le quartier de Nétreville.
La ville d'Évreux est aujourd'hui découpée en deux paroisses principales, tandis que deux quartiers de la ville sont rattachés à des paroisses comprenant d'autres villes et villages, à savoir :
- paroisse Notre-Dame/Saint-Taurin :
  - cathédrale Notre-Dame d'Évreux,
  - église abbatiale Saint-Taurin d'Évreux ;
- paroisse La Madeleine/Nétreville :
  - église Notre-Dame de La Madeleine,
  - église Sainte-Thèrèse-de-l'Enfant-Jésus de Nétreville.

À cela s'ajoutent :
- l’église Saint-Michel d'Évreux [78], pour le quartier Saint-Michel, comprise dans la paroisse Saint-Jean-Baptiste du Val-Iton ;
- l’église Saint-Germain de Navarre (ca 1896), pour le quartier de Navarre, comprise dans la paroisse Notre-Dame-de-l'Alliance.

Côté protestant ;
- l’église évangélique d'Évreux, rue Maréchal-Joffre ;
- le centre évangélique d'Évreux, rue Georges-Bernard ;
- temple protestant d'Évreux, rue du Chantier, Église réformée membre de l'Église protestante unie de France ;
- l'église de Jésus-Christ des saints des derniers jours, branche (sorte de paroisse) d'Évreux, a sa chapelle rue Isambard.

Le culte antoiniste dispose d'un temple de style néo-gothique, situé 3 rue de Dreux, et qui fut inauguré le 12 décembre 1948.
Côté musulman, il existe plusieurs salles de prière dans le quartier de la Madeleine, notamment rue de la Forêt (salle Assalam, salle chemin de la Réussite) et une autre dans le quartier de Nétreville.

## Économie

### Revenus
En 2018, la commune compte 20 916 ménages fiscaux, regroupant 45 042 personnes. La médiane du revenu disponible par unité de consommation est de 17 630 € (21 700 € dans le département). 43 % des ménages fiscaux sont imposés (51,5 % dans le département).

### Emploi
|                | 2008   | 2013   | 2018   |
| -------------- | ------ | ------ | ------ |
| Commune        | 12,2 % | 15,2 % | 14,7 % |
| Département    | 8,1 %  | 10 %   | 9,9 %  |
| France entière | 8,3 %  | 10 %   | 10 %   |

En 2018, la population âgée de 15 à 64 ans s'élève à 29 828 personnes, parmi lesquelles on compte 69,6 % d'actifs (54,9 % ayant un emploi et 14,7 % de chômeurs) et 30,4 % d'inactifs,. Depuis 2008, le taux de chômage communal (au sens du recensement) des 15-64 ans est supérieur à celui de la France et du département.
La commune est la commune-centre de l'aire d'attraction d'Évreux,. Elle compte 35 263 emplois en 2018, contre 37 357 en 2013 et 38 467 en 2008. Le nombre d'actifs ayant un emploi résidant dans la commune est de 16 589, soit un indicateur de concentration d'emploi de 212,6 % et un taux d'activité parmi les 15 ans ou plus de 55,5 %.
Sur ces 16 589 actifs de 15 ans ou plus ayant un emploi, 11 115 travaillent dans la commune, soit 67 % des habitants. Pour se rendre au travail, 70,1 % des habitants utilisent un véhicule personnel ou de fonction à quatre roues, 13,2 % les transports en commun, 14 % s'y rendent en deux-roues, à vélo ou à pied et 2,7 % n'ont pas besoin de transport (travail au domicile).
À la fin du XVIIIe et au XIXe siècle, l'industrie textile est une importante source de revenus. La manufacture de coutil fondée par Passot emploie à elle seule 1 500 personnes au début du XIXe siècle.

### Entreprises et commerces
Évreux est le siège de la Chambre de commerce et d'industrie de l'Eure.

#### Société notoires
- Compin
- Industrie pharmaceutique : GlaxoSmithKline
- Éditions Atlas
- Imprimerie Hérissey (groupe CPI)
- Base aérienne 105 Évreux-Fauville (avec une activité de l'entreprise Sabena Technics)
- Centre commercial Carrefour Grand Évreux

#### Industrie pharmaceutique
Si l'industrie ébroïcienne du XIXe siècle et de la première moitié du XXe siècle fut une industrie lourde liée au textile et aux usines d'armement, celle de la seconde moitié du XXe siècle fut celle de l'industrie de pointe dans l’électronique comme Philips Évreux, qui passe à la fin des trente glorieuse pour l'usine la plus moderne d'Europe. Dans l'industrie pharmaceutique, le fleuron est sans conteste Glaxo, l'un des plus grands employeurs d'Évreux, en position dominante sur le marché des médicaments contre le Sida, les trithérapies mais aussi courant 2020-2021 dans la recherche contre le coronavirus 19. Le secteur pharmaceutique est soutenu par un vivier de main-d’œuvre qualifiée qu'est l'IUT d’Évreux spécialisé dans la packaging et la biologie. Le secteur pharmaceutique, en raison de sa haute technicité et sa complexité, est le plus dynamique et le plus rentable de l'économie secondaire ébroïcienne. Ce secteur continue à se développer avec la naissance Pholopharma à la suite d'un partenariat en 2019.

## Culture locale et patrimoine

### Lieux et monuments

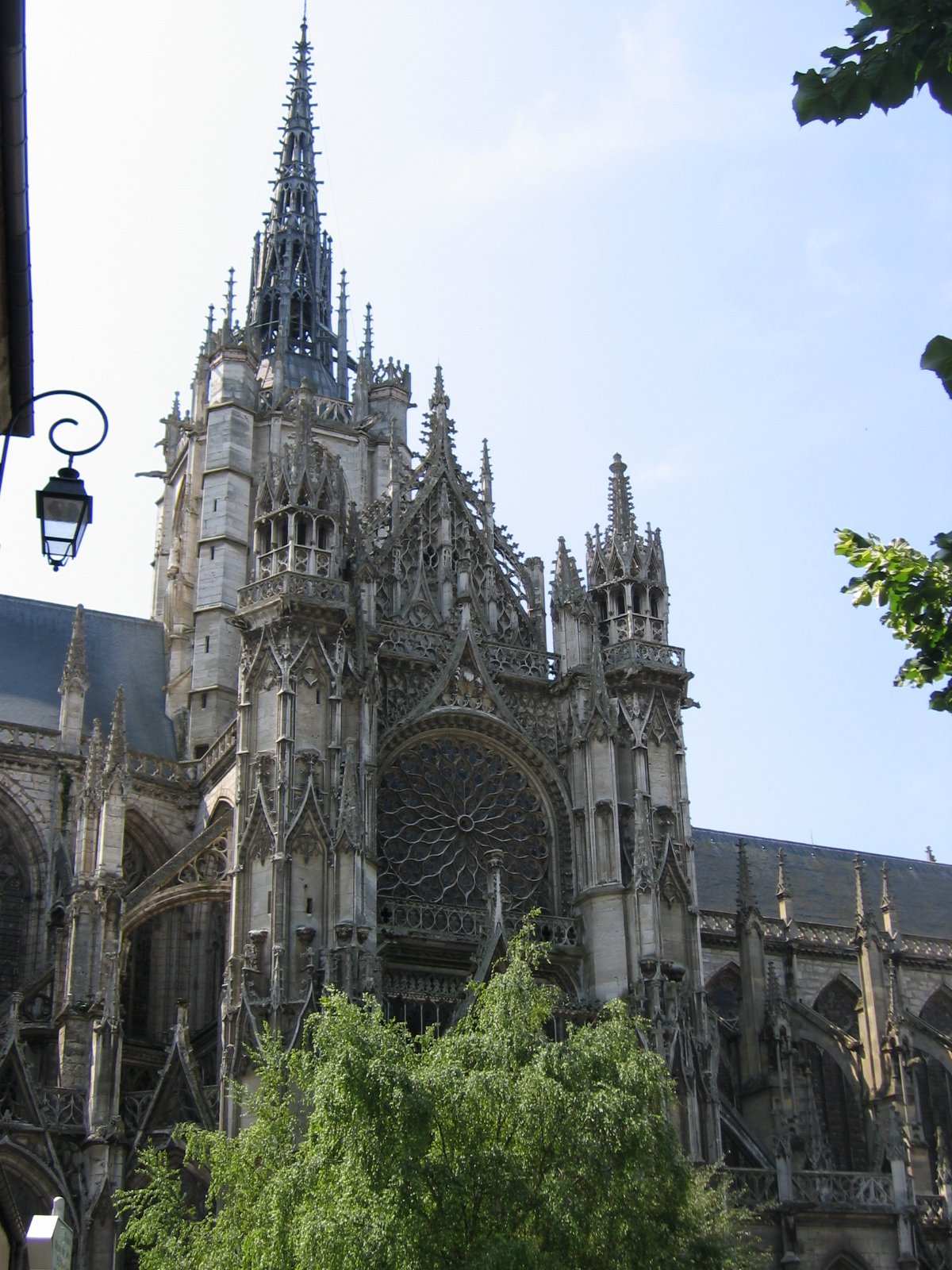
Cathédrale Notre-Dame d'Évreux.

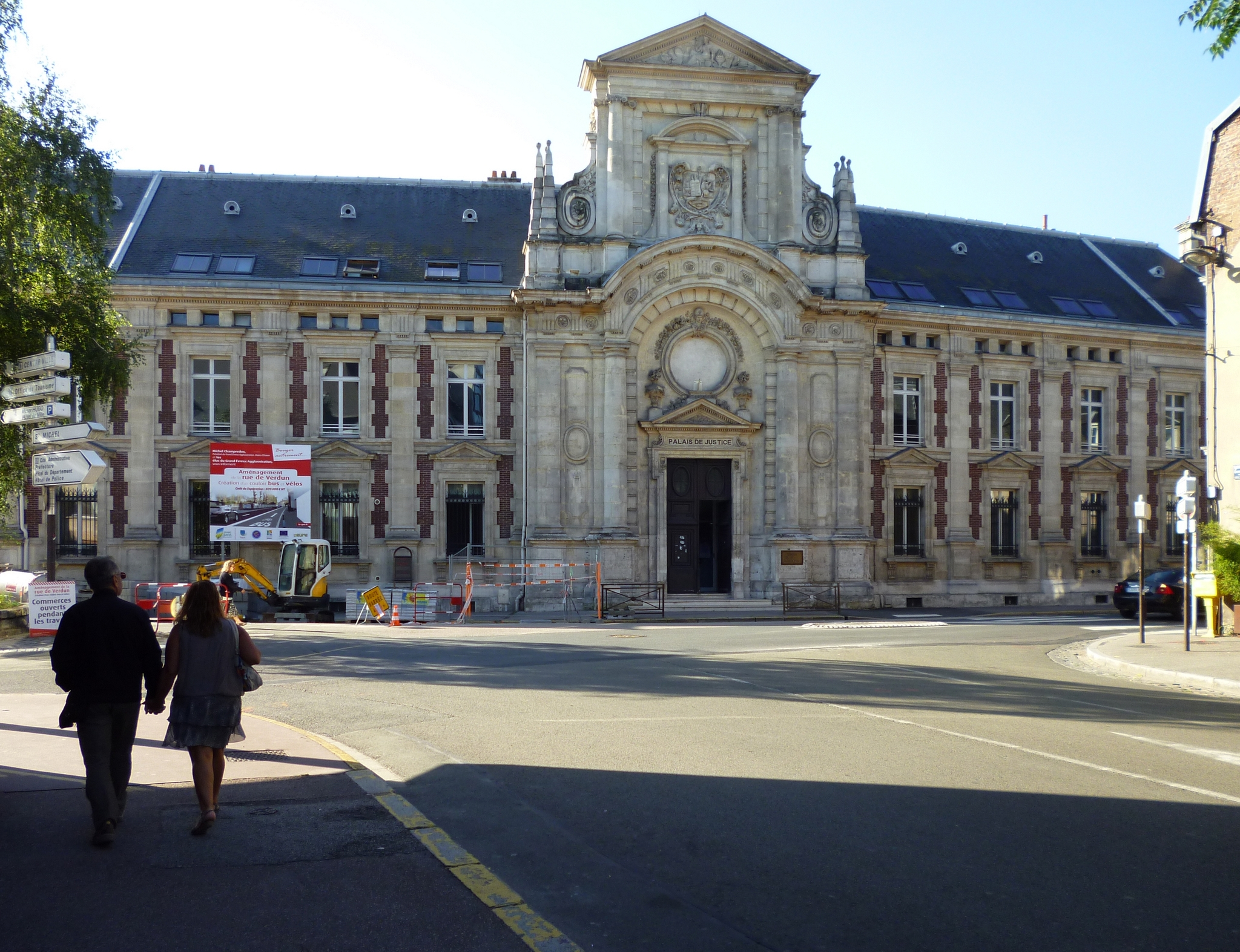
Palais de justice, ancien séminaire eudiste.

Malgré les destructions de la Seconde Guerre mondiale, il subsiste quelques monuments notables ; dix d'entre eux sont classés ou inscrits aux Monuments historiques :
- Les monuments classés :
  - Tour de l’Horloge (beffroi),  Classée MH (1862)[86]
  - Musée d'Évreux (ancien palais épiscopal)  Classé MH (1907)

La salle archéologique présente les découvertes de la région, de la Préhistoire à la période gallo-romaine. La statue en bronze de Jupiter Stator, provenant du site de Gisacum, constitue l’une des plus belles pièces de la collection. Plusieurs salles sont consacrées au Moyen Âge (mitre de Jean de Marigny, anneau épiscopal de Jean de La Cour d'Aubergenville, statues). On peut voir également plusieurs tapisseries d’Aubusson (XIVe siècle). Le premier étage rassemble des œuvres des XVIIe siècle et XVIIIe siècle ainsi qu’une belle série de montres anciennes. Le deuxième étage est consacré à la peinture et à la sculpture du XIXe siècle (Flandrin, Boudin, Rodin, Gérôme). Le bâtiment et ses dépendances sont classés depuis 1907[87]. Le jardin dit de l'évêché est théoriquement un site classé depuis 1933 ; or les tilleuls ont tous été abattus en 2016.
  - Cathédrale Notre-Dame, de style gothique composite et plutôt tardif, classée depuis 1862[88].Cathédrale Notre-Dame, chevet.

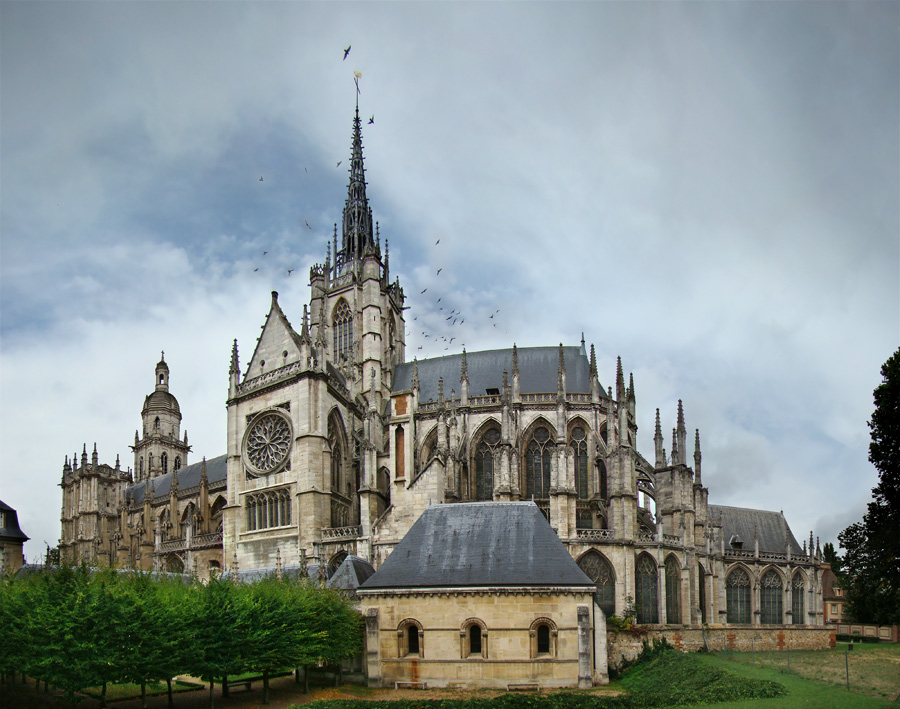
Cathédrale Notre-Dame, chevet.

  - Église Saint-Taurin, possédant la châsse de saint Taurin qui est un des chefs-d'œuvre de l'orfèvrerie médiévale en France, classée en 1840[89].
  - Vestiges des remparts du IVe siècle, qui délimitaient un espace de 9 hectares, classés depuis 1941[90]
  - Ancien couvent des Capucins, devenu école centrale puis lycée, classé en 1931[91], puis occupé par l'école nationale de musique d'Évreux en 1996, laquelle est convertie en 2006 en un conservatoire à rayonnement départemental[92].
- Les monuments inscrits à l'inventaire supplémentaire  Inscrit MH :
  - Théâtre municipal, de pur style italien qui fut construit en 1903 d’après les plans de l'architecte Léon Legendre[93] et décoré pour partie par Charles Denet. Inscrit depuis 2002[94]
  - Ancien couvent des Cordeliers d'Évreux (Franciscains), dernier vestige de l'architecture franciscaine médiévale en Normandie, partiellement inscrit en 1994[95]. Leur église fut la première à être consacrée au patronage de saint Louis, en 1299, après la canonisation du roi en 1297.
  - Ancien couvent des Ursulines d'Évreux, affecté à une caserne de gendarmerie (caserne Amey), rue Édouard-Ferray/rue Colonel-Arnaud-Beltrame, inscrit en 1975[96].
- Autres édifices :
  - Hôtel de ville, de la fin du XIXe siècle, à l'emplacement de l'ancien château des comtes d'Évreux. C'est grâce au legs d'Olivier Delhomme (1794-1874), conseiller municipal entre 1830 et 1870, que l'édifice a été érigé entre 1889 et 1895 par les architectes Thierry Ladrange[97] et Georges Gossart. Le plafond de la salle des mariages est décoré par Charles Denet.
  - Fontaine de l'hôtel de ville, édifiée en 1882.
  - Palais de Justice, ancienne chapelle eudiste (1682-1714). En 1791 s'y installe le tribunal criminel, puis la cour d'assises en 1818[98]. De nos jours, siège du tribunal de grande instance.
  - Jardin botanique, adjacent au couvent des Capucins, aux destinées duquel Prosper-Arthur Piéton (1816-1903) aura présidé entre 1856 et 1901[28]. Les serres du parc[99] sont l'objet d'un projet de structure cubique inaugurée en décembre 2017. En outre, on mentionne 3 statues en bronze (ensemble  Classé MH (1992)) en provenance du château de Bizy : Antinoüs du Belvédère[100], Diane à la biche[101] et le groupe Hercule et Télèphe[102].
  - Pont Eiffel, pont construit pour la compagnie des chemins de fer de l'Ouest par Gustave Eiffel en 1886[103]. Le pont contemporain correspond à une voie routière qui enjambe les voies de chemin de fer entre les rues Pierre-Sémard et de la Résistance.
  - Château de Trangis.
  - Ancienne église Saint-Michel d'Évreux, du Xe siècle, située à côté de la suivante.
  - Église Saint-Michel d'Évreux [78], réalisation de l'architecte Maurice Novarina.
  - Église Notre-Dame-de-Bon-Secours de La Madeleine.
  - Petit Château de Navarre (détruit).
  - Couvent de la Providence, construit en 1854 sur des vestiges d'une ancienne abbaye bénédictine au XIIIe siècle dont, au Moyen Âge, elle formait l'hôtellerie de l'abbaye pour accueillir les pèlerinsref[104]
  - Immeubles en série de l'îlot L[105], architecture remarquable de la Reconstruction, à l'angle de la place du Général-De-Gaulle et de la rue de Grenoble.
  - Cadrans solaires
    - deux cadrans solaires sur la face ouest de la cathédrale Notre-Dame d'Évreux.
    - Cadran solaire de l'orangerie dans le jardin botanique[106],[107]
    - Cadran solaire du couvent des capucin face à la gare d'Évreux-Normandie avec la devise VITA FUGIT SICUT UMBRA « La vie s'enfuit comme l'ombre »
    - Cadran solaire de la grange saint Thomas à Évreux avec pour devise :"L'ombre danse est rie de nous"
    - Cadran solaire dans le lieu dit de la filandiere avec pour devise :"TEMPUS FGIT" "Le temps s'enfuit"
    - Cadran solaire du presbytère de la cathédrale d'Évreux avec la devise "SOL LUCET OMNIBUS" "Le soleil luit pour tous"[108].
    - Cadran solaire en arc de cercle signé céphéus datant de 1990 inscrit en chiffre romain MCMXC
- Bibliothèques 
  -     - Médiathèque Rolland-Plaisance, labellisée patrimoine architectural du XXe siècle, construite en 1995 par Paul Chemetov[109] ;
    - Bibliothèque municipale Alphonse-Chassant, du nom de l'architecte qui l'a conçu, dans un style néo-classique, qui possède un important fonds ancien comprend ainsi les originaux du pédagogue tchèque Comenius, ainsi que des incunables[110] ;
    - Médiathèque de prêt départementale ;
    - Médiathèque de Navarre ;
    - Médiathèque de Nettreville ;
    - Médiathèque de la Madelaine ;
    - Médiathèque de Saint-Michel, située dans le lieu dit des Hauts de Saint-Michel.
    - Médiathèque de la paroisse Saint-Jean-Baptiste du Val-Iton
    - Médiathèque du centre Saint-Jean
    - Bibliothèque sonore
    - Bibliothèque de la MED (Maison départementale des associations familiales)
    - Médiathèque de saint François de Sales (établissement sous contrat d'association avec l’éducation nationale) possèdent un important fonds ancien consacré à l'ordre des Jésuites. Une autre partie de l'histoire de cette établissement se trouve à l'université jésuite Centre Sèvres[111].

### Patrimoine culturel

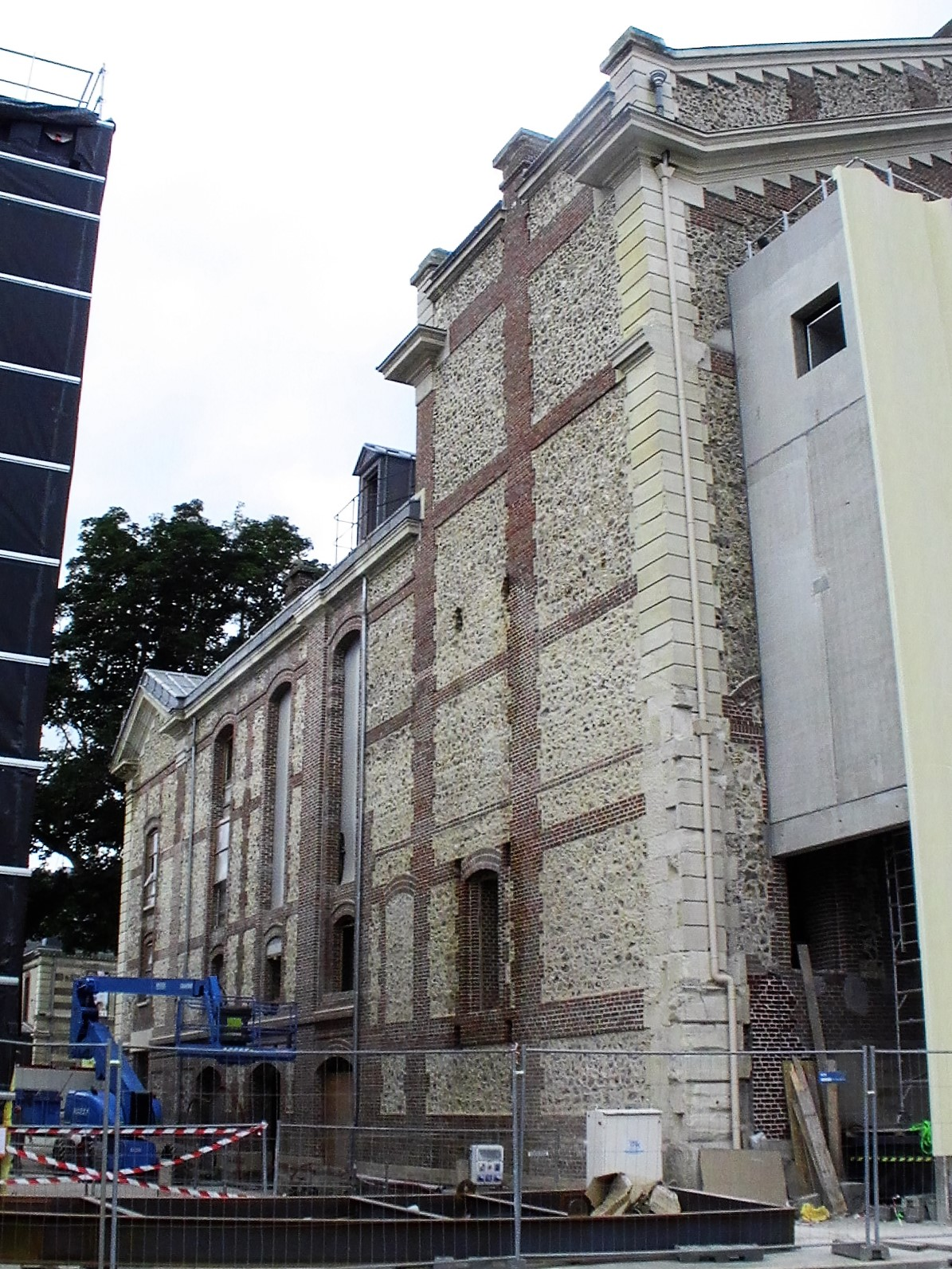
Le théâtre : travaux en octobre 2017.

- Maison des Arts Solange-Baudoux organise des ateliers d'expression dans le domaine des arts plastiques et des expositions d'art contemporain.
- Théâtre municipal : détient, conjointement au théâtre de Louviers, le label de scène nationale. En son temps, Charles Baret en fut le directeur[28]. Ce théâtre a subi 13 ans de travaux et a rouvert en juin 2019
- Médiathèque Rolland-Plaisance, inaugurée en juin 2017 construit par l'architecte Paul Chemetov[112].
- Bibliothèque municipale Alphonse-Chassant : bibliothécaire de la ville en 1838 puis archiviste en 1873, est une référence incontournable de l'histoire de la ville qui a baptisé l'une de ses rues en hommage au lithographe de formation qu'il était en outre[28]
- Archives départementales, où s'est illustré Marcel Baudot[113]
- Société libre d'agriculture, sciences, arts et belles-lettres de l'Eure
- Cinéma Gaumont-Pathé (ex-Ciné Zénith)
- Trois salles de concert, dont l'Abordage, le Cadran et le Kubb Club.
- Lavoirs d'Évreux, rue Georges-Bernard[114].

### Patrimoine naturel
L'érable sycomore situé au square Georges-Brassens est labellisé arbre remarquable depuis 2013.

#### Sites classés
- Pour mémoire : le jardin de l'Évêché  Site classé (1933)[115] or les 47 tilleuls, marronniers et charmes ont tous été abattus en janvier 2016 ; deux ans plus tard, le terrain est toujours vague ; des fouilles archéologiques préventives y ont été menées, le jardin constituant un site antique.
- Le boulevard Chambaudoin (partie) et l'allée des Soupirs avec leurs arbres  Site classé (1937, 1949)[116] ; site dénaturé avec les dommages de la guerre 1939-1945 ;
- La place Saint-Taurin avec ses arbres  Site classé (1937)[117].

### Personnalités liées à la commune

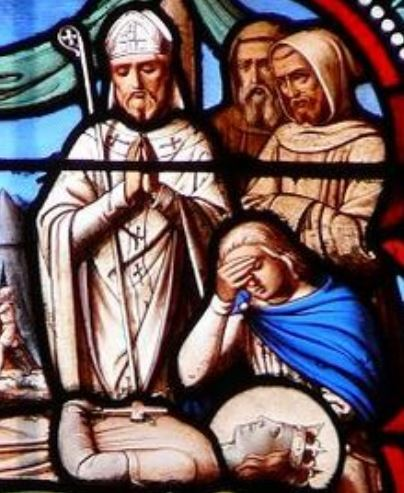
Geoffroy de Beaulieu (à droite), confesseur de Saint Louis.

#### Patrons d'Évreux
- Assomption de Notre-Dame (fêtée le 15 août), depuis la dédicace de l'église cathédrale en 1077.
- Saint Taurin, évangélisateur de l'Évrecin et premier évêque d'Évreux, il en est le patron céleste principal. Il est fêté le 11 août, et l'église abbatiale Saint-Taurin lui est consacrée. Son corps fut retrouvé par son successeur saint Laudulphe, et l'abbé Boudon relança son culte au XVIIe siècle.
- Saint Louis (1214-1270) est patron secondaire de la cité. Il vint assister le 19 octobre 1259 au sacre de l'évêque d'Évreux Raoul III de Grosparmy en l'abbatiale Saint-Taurin. Il est fêté le 25 août, jour de sa mort (et de la Libération de la ville en 1944). L'église ébroïcienne des Jacobins, Dominicains qu'il appela dans la ville, devint en 1299 la première église de France consacrée au roi tout juste canonisé (1297), d'ailleurs représenté sur la châsse contemporaine de saint Taurin. Son confesseur, Geoffroy de Beaulieu, était natif d'Évreux.

#### Natifs d'Évreux

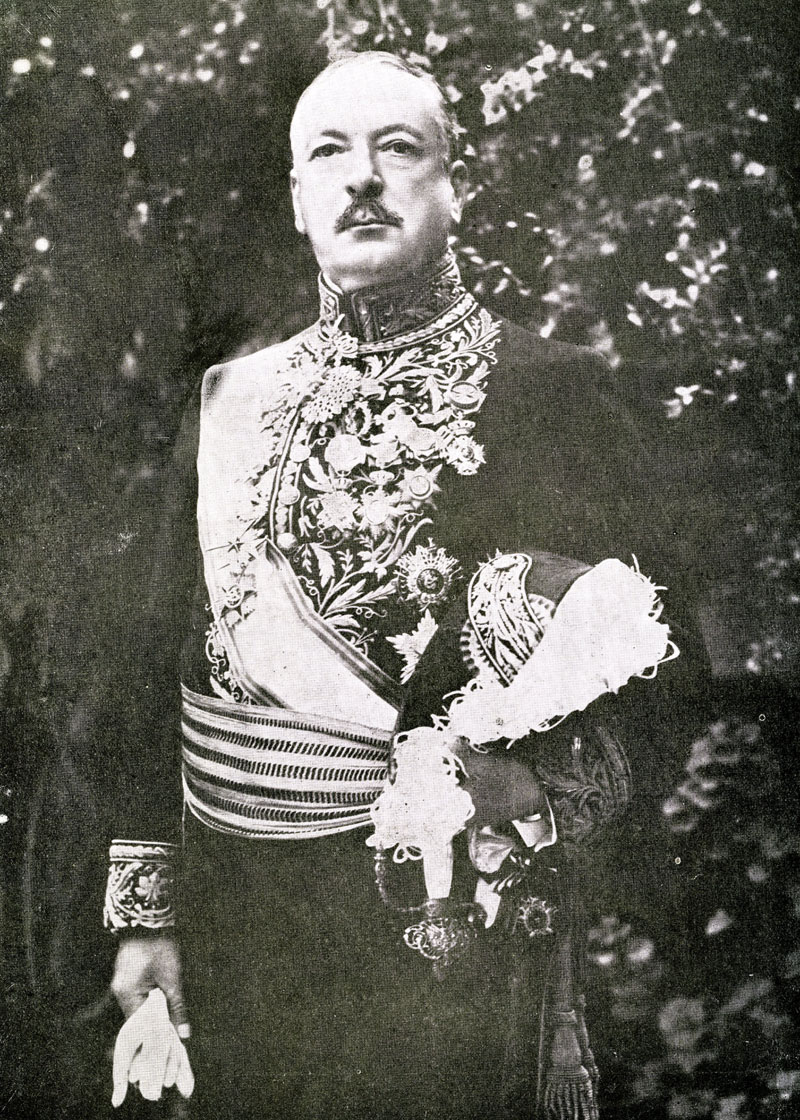
Lucien Saint.

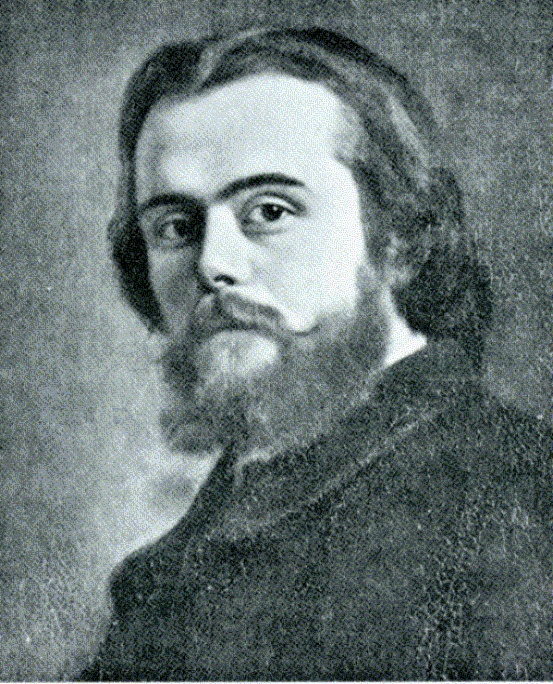
Léon Walras.

- Geoffroy de Beaulieu (début XIIIe siècle), prédicateur et confesseur de Saint Louis, roi de France ;

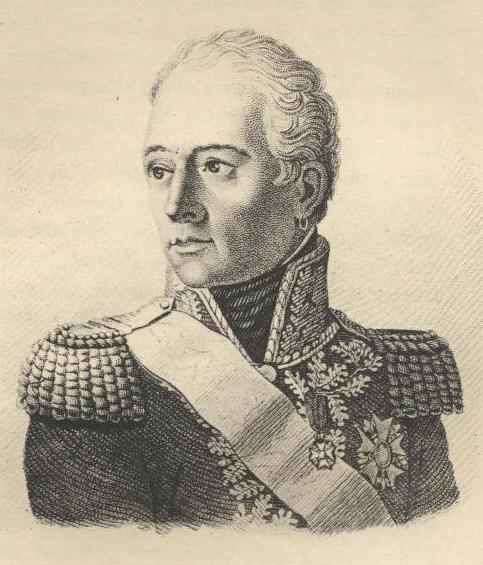
Louis Marie Turreau.

- Moïse d'Évreux (première moitié du XIIIe siècle), tossafiste auteur d’un siddour ;
- Samuel d'Évreux (XIIIe siècle), frère du précédent, tossafiste ;
- Charles II de Navarre (1332-1387), roi de Navarre et comte d'Évreux ;
- Pierre de Navarre (1366-1412), comte de Mortain ;
- Jean Le Blond (XVIe siècle), poète ;
- Alexandre Camus (?-1533), prédicateur protestant ;
- Simon Vigor (v. 1515-1575), théologien et controversiste catholique ;
- Jean-Maximilien de Langle (1590-1674), ministre protestant ;
- François-Placide de Baudry de Piencourt (1630-1707), prieur de Saint-Remi de Bézu-le-Long, dernier abbé de La Croix-Saint-Leufroy, évêque de Mende et comte de Gévaudan ;
- Jean-Baptiste Sanadon (1729-1796), évêque constitutionnel et député à la Convention ;
- Pierre de Langle (1729-1796), évêque et théologien janséniste français ;
- Bienheureuse Julie-Louise de Jésus (1741-1794), née Rose Chrétien de Neuville, Carmélite à Compiègne et martyre de la Révolution ;
- Pierre-Louis Siret (1745-1798), grammairien et philologue ;

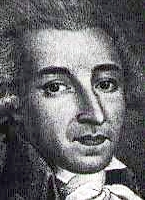
François Buzot.

- Louis Marie Turreau (1756-1816), général de la Révolution et de l’Empire. Il est principalement connu pour avoir dirigé, durant la guerre de Vendée, les colonnes infernales qui ont massacré la population ;
- Nicolas de Bonneville (1760-1828), libraire-imprimeur, journaliste et écrivain ;
- François Buzot (1760-1794), homme politique de la Révolution ;
- Alfred Duvaucel (1792-1824), naturaliste ;
- Louis Auguste Desmarres (1810–1882), ophtalmologue ;
- Alphonse Lecointe (1817-1890), général et homme politique né à Évreux, sénateur de l'Eure ;
- Georges L'Hopital (1825-1892), conseiller d'État ;
- Léon Walras (1834-1910), économiste ;
- Charles Denet (1853-1939), peintre ;
- Henri Omont (1857-1940), historien et paléographe ;
- Rosalie Vildier (1862-?), miraculée de Lourdes en 1904 ;
- Lucien Saint (1867-1938), fonctionnaire et homme politique ;
- Paul-Honoré Fritel (1867-1927), paléobotaniste ;
- Ernest Maupain (1869-1944), acteur ;
- Henri Hérissey (1873-1959), chimiste et pharmacien ;
- Maxime Laignel-Lavastine (1875-1953), psychiatre ;
- Léon Lauvray (1877-1965), agriculteur et homme politique ;
- René Doire (1879-1959), chef d'orchestre et compositeur ;
- Henri Chamaulte (1897-1957), planteur en Afrique et homme politique ;
- Jacques Lecompte-Boinet (1905-1974), résistant, cofondateur du Mouvement Ceux de la Résistance, Compagnon de la Libération[118] ;
- Guillaume Guindey (1909-1989), haut fonctionnaire et philosophe ;
- Roger Rochard (1913-1993), athlète ;
- Rolland Plaisance (1925-2017), maire d’Évreux ;
- Alain Cayzac (1941-), publicitaire ;
- Patrick Proisy (1949-), joueur de tennis ;
- Patrick Gabarrou (1951-), alpiniste ;
- Jean-Luc Hees (1951-), journaliste ;
- Antoine Leperlier (1953-), verrier ;
- Hugues Hourdin (1953-), conseiller d'État ;
- Jean-Yves Raimbaud (1958-1998), dessinateur, créateur notamment des Zinzins de l'espace et d'Oggy et les Cafards ;
- Philippe Girard (1958-), acteur français ;
- Yves Henry (1959-), pianiste ;
- Julien Suaudeau (1975-), écrivain ;
- Bernard Mendy (1981-), footballeur international français ;
- Mathieu Bodmer (1982-), footballeur ;
- Esteban Ocon (1996-), pilote automobile ;
- Dayot Upamecano (1998-), footballeur international français.

#### Autres personnalités
- Saint Taurin (mort vers 412), apôtre de l'Évrecin et premier évêque d'Évreux vers 380 ;
- Saint Gaud (mort en 480), 2e évêque d'Évreux, de 440 à 480 ;
- Saint Vigor, évêque de Bayeux et sans doute d'Évreux (selon les leçons de matines du bréviaire d'Évreux) ;
- Saint Laudulphe, évêque d'Évreux aux VIe – VIIe siècles ;
- Saint Éterne (martyr vers 659 ou 670), évêque d'Évreux au VIIe siècle ;
- Saint Aquilin (620-695), évêque d'Évreux ;
- Saint Leufroy (660-738), moine à Saint-Taurin d'Évreux, fondateur et premier abbé de l'abbaye de La Croix-Saint-Ouen ;
- Saint Gervold (mort vers 807), évêque d'Évreux (785-788), 15e abbé de Fontenelle et chapelain de Berthe au Grand Pied ;
- Jean de la Balue (1420-1491), évêque d'Évreux ; il fait réédifier la cathédrale Notre-Dame d'Évreux ;
- Jean Bréhal (mort en 1479), dominicain du couvent d'Évreux ; grand inquisiteur de France, réhabilite Jeanne d'Arc ;
- Guillaume Costeley (vers 1530-1606), organiste du roi et compositeur ; il se retira à Évreux à partir de 1570, où il créa le plus ancien concours de composition musicale du royaume, connu sous le nom de Puy de musique d’Évreux ;
- Frère Denis Dupont (tué en 1562), Cordelier (Franciscain) d'Évreux et martyr ;
- Frère Louis Le Grip (tué en 1562), Cordelier (Franciscain) d'Évreux et martyr ;
- Frère Robert Culvan (tué en 1562), Jacobin (Dominicain) d'Évreux et martyr ;
- Saint François de Montmorency-Laval (1623-1708), chanoine et grand-archidiacre d'Évreux de 1646 à 1653 ;
- Vénérable Henri-Marie Boudon (1624-1702), dit « Monsieur Boudon », grand-archidiacre d'Évreux de 1654 à 1702 ;
- Louis-Henri de La Tour d'Auvergne (1679-1753), comte d'Évreux ; il fit construire à Paris le palais d'Évreux, actuel palais de l'Élysée ;
- Louis Homet (1691-1767), compositeur, fut maître de musique de la cathédrale d'Évreux, de 1711 à 1714 ;
- Bienheureux René Vallée (1750-1794), prêtre réfractaire et martyr, guillotiné à Évreux ;
- Simon Passot et Jean-Louis Thirouin (1752-1822), industriels, fondateurs et dirigeants de la « manufacture royale » d'Évreux ;
- Jean-Louis Lepouzé (1821-1882), maire d'Évreux à 2 reprises, député de l'Eure (1872-1882) ;
- Alfred de Jancigny (1824-1892), fonctionnaire du Second Empire et notable d'Évreux ;
- Onésime Cresté (1853-1905), musicien à Évreux ;
- Leland Hobbs (1892-1966), général américain libérateur de la ville en août 1944 ;
- Anatole Guindey (1834-1898), médecin, sénateur d'Évreux de 1891 à 1898 ;
- Maurice Arnoult (1897-1959), coureur cycliste décédé à Évreux ;
- Maurice Novarina (1907-2002), architecte de la Reconstruction ;
- Madeleine Mouton (1910-1948), tueuse en série guillotinée ;
- Émile Dallière, pasteur protestant, est reconnu Juste parmi les nations pour avoir sauvé un enfant juif pendant la Seconde Guerre mondiale[119],[120] ;
- Jean Honoré (1920-2013), évêque du diocèse d'Évreux de 1972 à 1981 puis archevêque de Tours (1981-1997) et cardinal (2001) ;
- Jacques David (1930-2018), évêque du diocèse d'Évreux de 1996 à 2006 ;
- Jacques Gaillot (1935-2023), évêque du diocèse d'Évreux de 1982 à 1995 ;
- Jimi Hendrix (1942-1970) donne au Novelty le 13 octobre 1966 le premier concert de The Jimi Hendrix Experience ;
- François Corbier (1944-2018), chanteur et animateur français, connu pour avoir animé le Club Dorothée, auprès de la célèbre animatrice Dorothée, est décédé à l’hôpital d'Évreux le 1er juillet 2018 ;
- Christian Nourrichard (1948-), évêque du diocèse d’Évreux depuis 2006 ;
- Jacques Villeret (1951-2005), acteur français, décédé à Évreux ;
- Jawad El Hajri (1979-), footballeur, il a joué à Évreux en 1998-1999 ;
- Émilie Gomis (1983-), joueuse française de basket-ball, championne d'Europe 2009, a passé son enfance à Évreux ;
- Steve Mandanda (1985-), footballeur, il vit à Évreux pendant son enfance et a fait ses débuts à l'ALM Évreux ;
- Ragnar Le Breton (1989-), sportif, il se fait connaître en se filmant dans une salle de musculation à Evreux ;
- Ousmane Dembélé (1997-), footballeur, il vit à Évreux pendant son enfance et a fait ses débuts à l'ALM Évreux.

### Héraldique, logotype et devise
Jusque vers la fin du XVe siècle, armes de Louis de France, comte d’Évreux († 1319) :
| Blason | Blasonnement : D’azur, semé de fleurs de lis d’or, à la bande componée d’argent et de gueules, brochant sur le tout. Commentaires : Ces armes sont dites « d'Évreux ancien ». |

Depuis le XVIe siècle, armes actuelles de la ville d’Évreux :
| Blason | Blasonnement : D’azur, à trois fleurs de lis d’or, à la bande componée d’argent et de gueules, brochant sur le tout. Commentaires : Ces armes, dites d’Évreux moderne, à trois fleurs de lis au lieu d’un semé de fleurs de lis, sont attestées au moins à partir de Jean III de Navarre (Jean II d’Albret) (1469-1516), comte de Penthièvre et de Périgord, vicomte de Tartas et de Limoges et roi de Navarre (du chef de sa femme, descendante de la maison d’Évreux), qui les arborait sur une partie de son écu. |

Logo d'Évreux de 1999 à juin 2016.
Logo d'Évreux depuis juillet 2016.